# Vermand
Vermand est une commune française située dans le département de l'Aisne, en région Hauts-de-France.
Ses habitants sont appelés les Vermandois.

## Géographie

### Localisation
Vermand est un bourg picard, qui fut au haut Moyen Âge la capitale du Vermandois, auquel il a donné son nom.
Il est situé à 11 km  au nord-ouest de Saint-Quentin, 16 km au sud-est de Péronne et à 33 km au sud de Cambrai, et est traversé par l'ancienne route nationale 29 (actuelle RD 1029), qui contourne le secteur urbanisé de la commune.
En 2019, la localité est desservie par les autocars du réseau inter-urbain Trans'80, chaque jour de la semaine, sauf le dimanche et les jours fériés (ligne no 49, Péronne - Roisel - Saint-Quentin).

### Communes limitrophes
| Bernes (Somme) | Vendelles |          |
| Pœuilly        | Vermand   | Maissemy |
| Caulaincourt   | Attilly   | Holnon   |

### Hydrographie

#### Réseau hydrographique
La commune est située dans le bassin Artois-Picardie. Elle est drainée par la rivière l'omignon et Marteville,.
L'Omignon, d'une longueur de 32 km, prend sa source dans la commune de Bellenglise et se jette  dans la Somme à Brie, après avoir traversé 16 communes. 

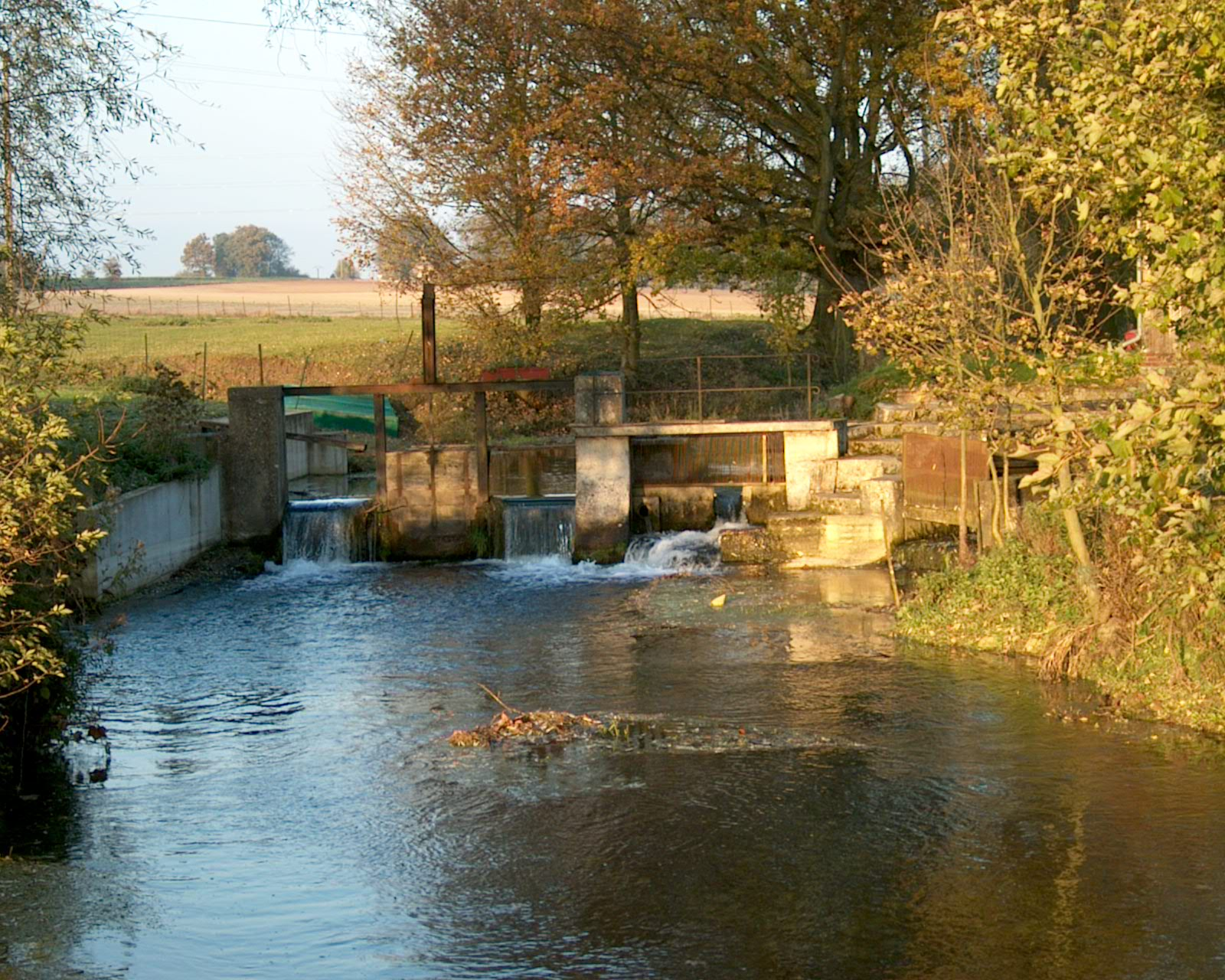
Les vestiges du moulin de Bihécourt.
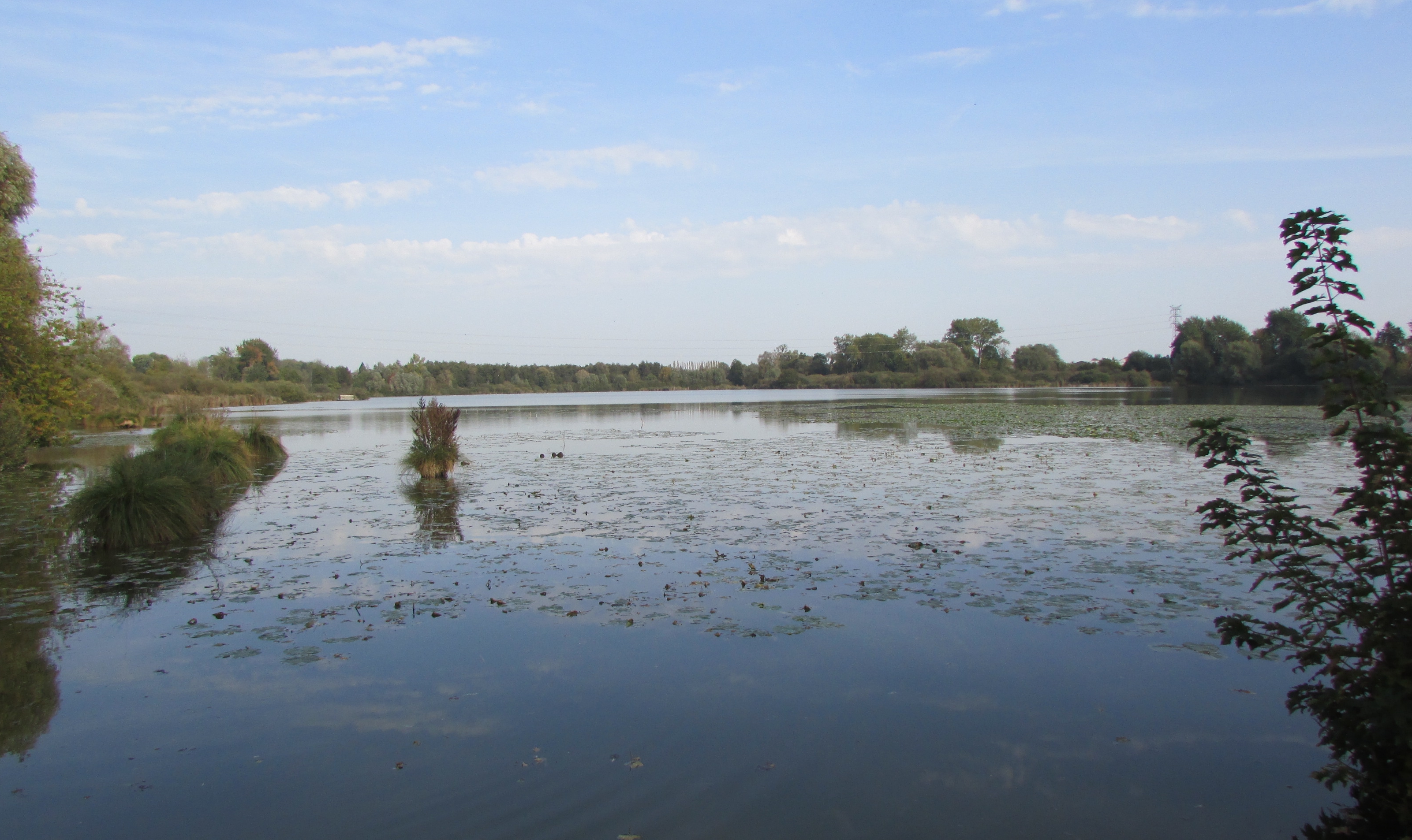
L'étang de Bihécourt.

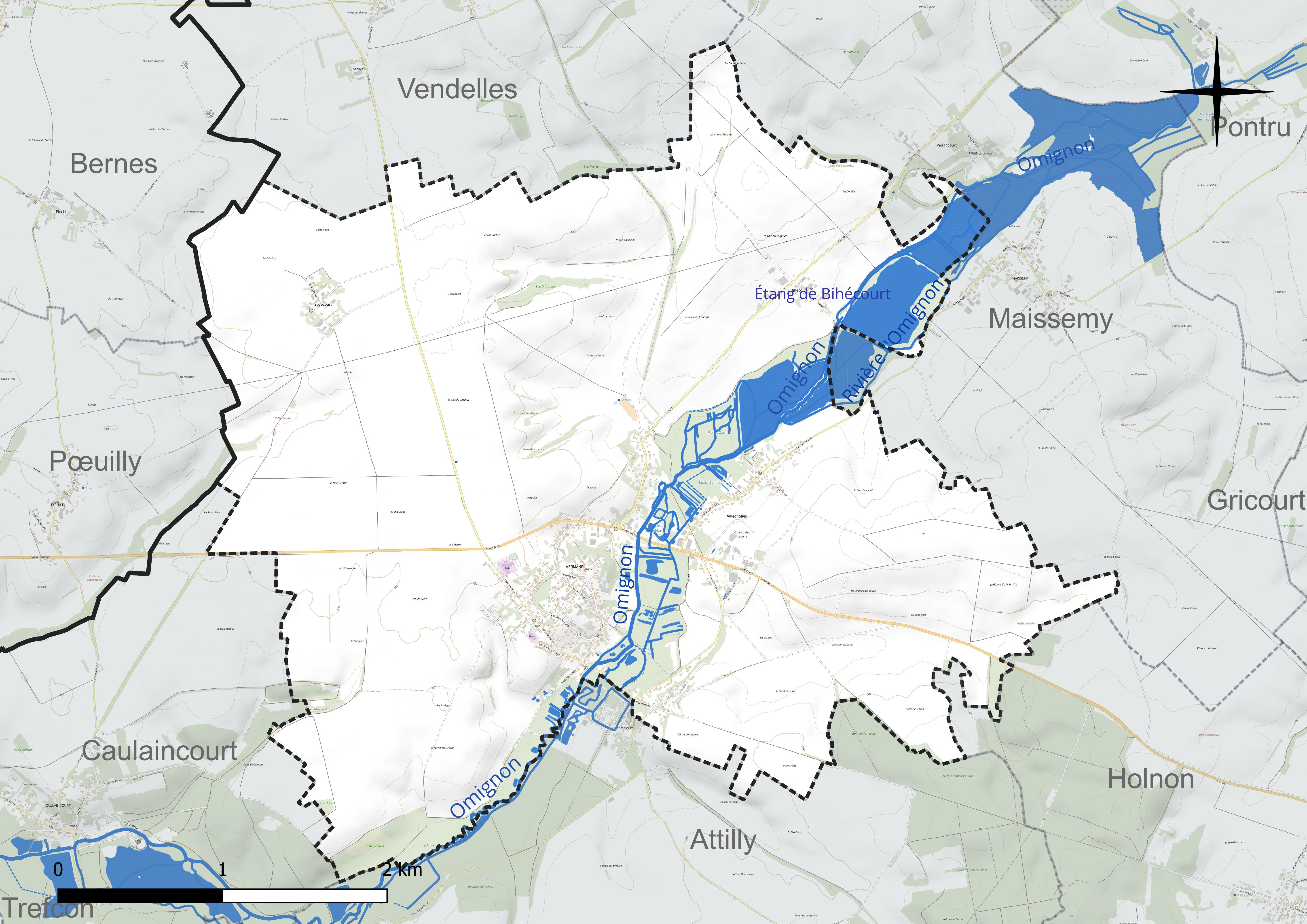
Réseau hydrographique de Vermand.

Un plan d'eau et deszones humides complètent le réseau hydrographique : l'étang de Bihécourt (17 ha),.

#### Gestion et qualité des eaux
Le territoire communal est couvert par le schéma d'aménagement et de gestion des eaux (SAGE) « Haute Somme ». Ce document de planification concerne un territoire de 1 798 km2 de superficie, délimité par le bassin versant de la Haute Somme est constitué d'un réseau hydrographique complexe de cours d'eau, de marais, d'étangs et de canaux. Le périmètre a été arrêté le 21 avril 2006 et le SAGE proprement dit a été approuvé le 15 juin 2017. La structure porteuse de l'élaboration et de la mise en œuvre est le syndicat mixte d'aménagement hydraulique du bassin versant de la Somme (AMEVA).
La qualité des cours d'eau peut être consultée sur un site dédié géré par les agences de l'eau et l'Agence française pour la biodiversité.

### Climat
Pour des articles plus généraux, voir Climat des Hauts-de-France et Climat de l'Aisne.
En 2010, le climat de la commune est de type climat océanique dégradé des plaines du Centre et du Nord, selon une étude du CNRS s'appuyant sur une série de données couvrant la période 1971-2000. En 2020, Météo-France publie une typologie des climats de la France métropolitaine dans laquelle la commune est exposée à un climat océanique et est dans la région climatique Nord-est du bassin Parisien, caractérisée par un ensoleillement médiocre, une pluviométrie moyenne régulièrement répartie au cours de l'année et un hiver froid (3 °C).
Pour la période 1971-2000, la température annuelle moyenne est de 10,2 °C, avec une amplitude thermique annuelle de 15 °C. Le cumul annuel moyen de précipitations est de 693 mm, avec 11,8 jours de précipitations en janvier et 8,9 jours en juillet. Pour la période 1991-2020, la température moyenne annuelle observée sur la station météorologique la plus proche, située sur la commune de Fontaine-lès-Clercs à 10 km à vol d'oiseau, est de 10,8 °C et le cumul annuel moyen de précipitations est de 683,4 mm,. Pour l'avenir, les paramètres climatiques de la commune estimés pour 2050 selon différents scénarios d'émission de gaz à effet de serre sont consultables sur un site dédié publié par Météo-France en novembre 2022.

## Urbanisme

### Typologie
Au 1er janvier 2024, Vermand est catégorisée commune rurale à habitat dispersé, selon la nouvelle grille communale de densité à 7 niveaux définie par l'Insee en 2022.
Elle est située hors unité urbaine. Par ailleurs la commune fait partie de l'aire d'attraction de Saint-Quentin, dont elle est une commune de la couronne,. Cette aire, qui regroupe 120 communes, est catégorisée dans les aires de 50 000 à moins de 200 000 habitants,.

### Occupation des sols
L'occupation des sols de la commune, telle qu'elle ressort de la base de données européenne d'occupation biophysique des sols Corine Land Cover (CLC), est marquée par l'importance des territoires agricoles (82,5 % en 2018), en diminution par rapport à 1990 (84,6 %). La répartition détaillée en 2018 est la suivante : terres arables (81,8 %), forêts (7,8 %), zones urbanisées (6,7 %), eaux continentales (3,1 %), zones agricoles hétérogènes (0,6 %).
L'évolution de l'occupation des sols de la commune et de ses infrastructures peut être observée sur les différentes représentations cartographiques du territoire : la carte de Cassini (XVIIIe siècle), la carte d'état-major (1820-1866) et les cartes ou photos aériennes de l'IGN pour la période actuelle (1950 à aujourd'hui).

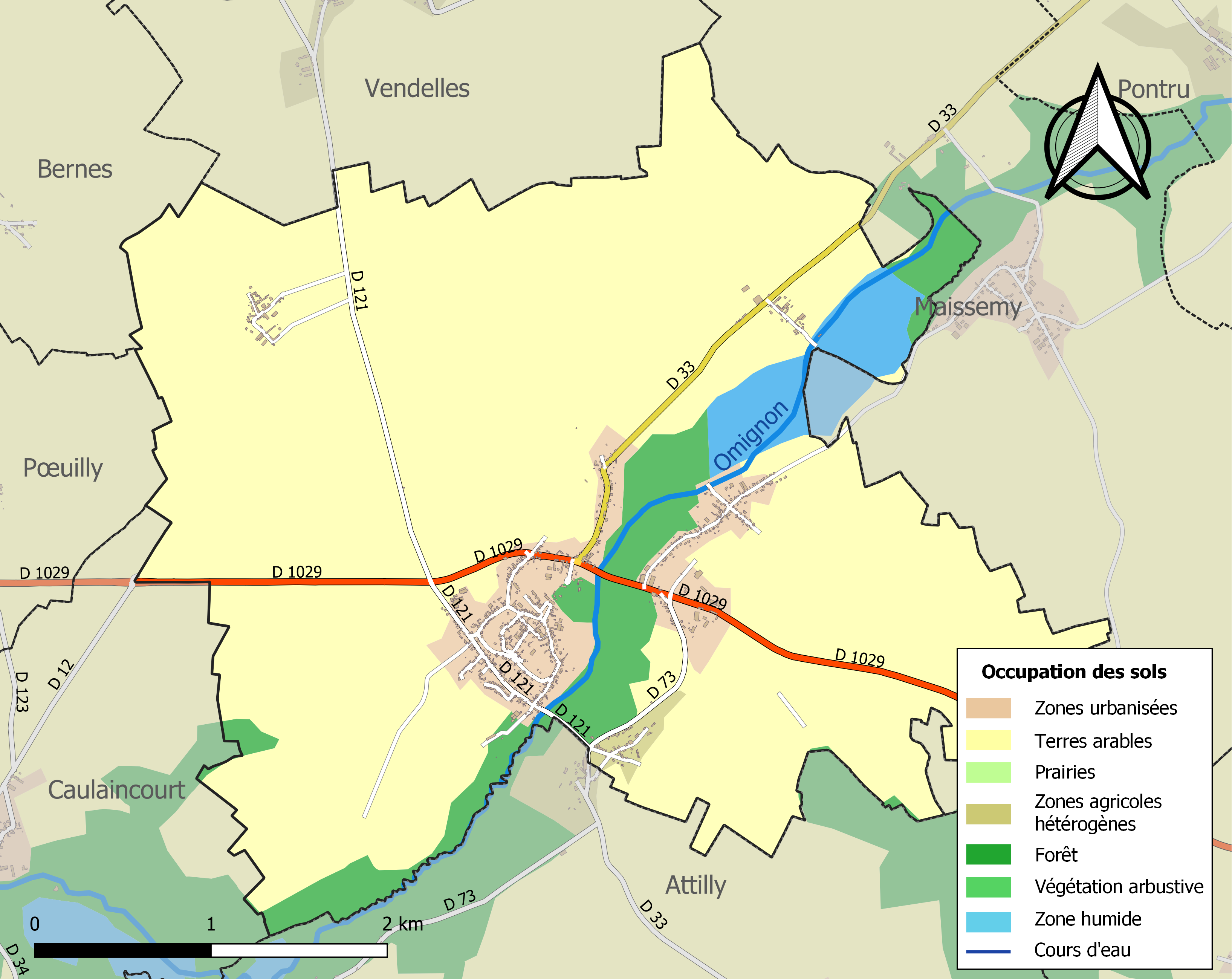
Carte de l'occupation des sols de la commune en 2018 (CLC).

## Toponymie
La première mention connue de Vermand remonte à 1131 sous la forme Virmandi ; Viromandis ; Castrum Viromandensium ; Vermant (1160) ; Vermans (1200) ; In territorio de Vermando (1222) ; Sainte-Marguerite-de-Vermand (1672).
Ce nom provient de celui de la tribu gauloise des Viromanduens dont l'oppidum de Vermand était très certainement le chef-lieu avant la conquête romaine. Remplacée par Augusta Viromanduorum, c'est-à-dire l'Auguste des Viromanduens (actuelle Saint-Quentin), fondée au Ier siècle et nommée ainsi en l'honneur d'Auguste, premier empereur romain. Vermand redevient probablement la capitale pour un moment au IVe siècle, à la suite de la ruine de Saint-Quentin. C'est la période où le nom initial  de la civitas est remplacé par celui du peuple (c.f. Lutecia des Parisii > Paris). On ignore l'ancien nom que devait porter Vermand avant la substitution.

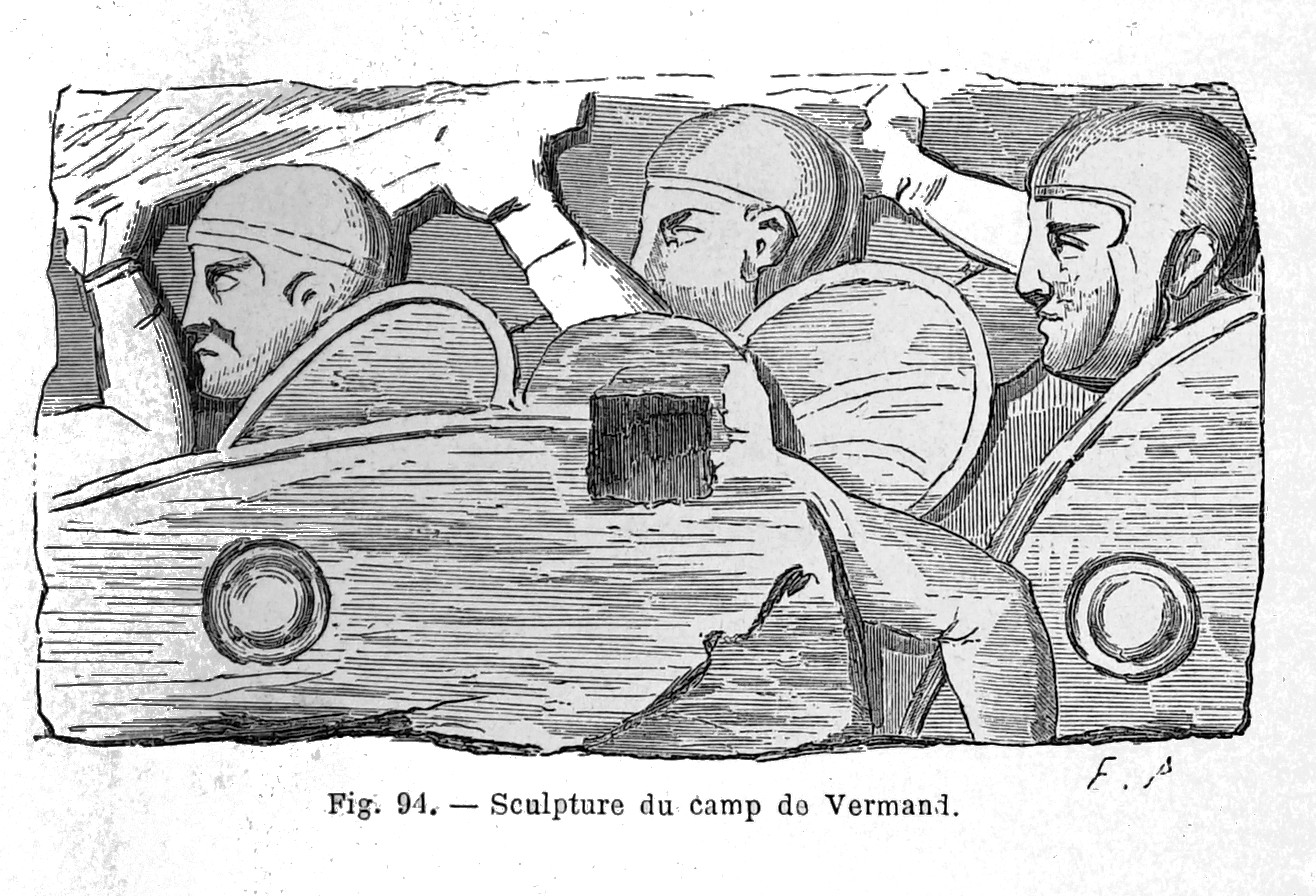
Frise avec légionnaires du camp de Vermand, 1877, dessin de Édouard Fleury.

Les Viromanduens ont également laissé leur nom au Vermandois et à Vermandovillers dans la Somme, ainsi qu'à Villemandeur dans le Loiret.
On reconnait dans le nom des Viromandui les termes gaulois viro et mandus. Ce dernier signifie cheval, poney, mais le premier a deux sens différents : homme ou vrai. Les Viromandui sont donc soit les hommes-chevaux (les Centaures), soit les vrais-chevaux. Le premier sens semble plus vraisemblable pour le nom d'un peuple, d'autant que le thème des chevaux à tête humaine est très fréquent chez les Celtes (notamment sur les monnaies de l'ouest de la Gaule), avec une référence guerrière très probable.

## Histoire

### Antiquité

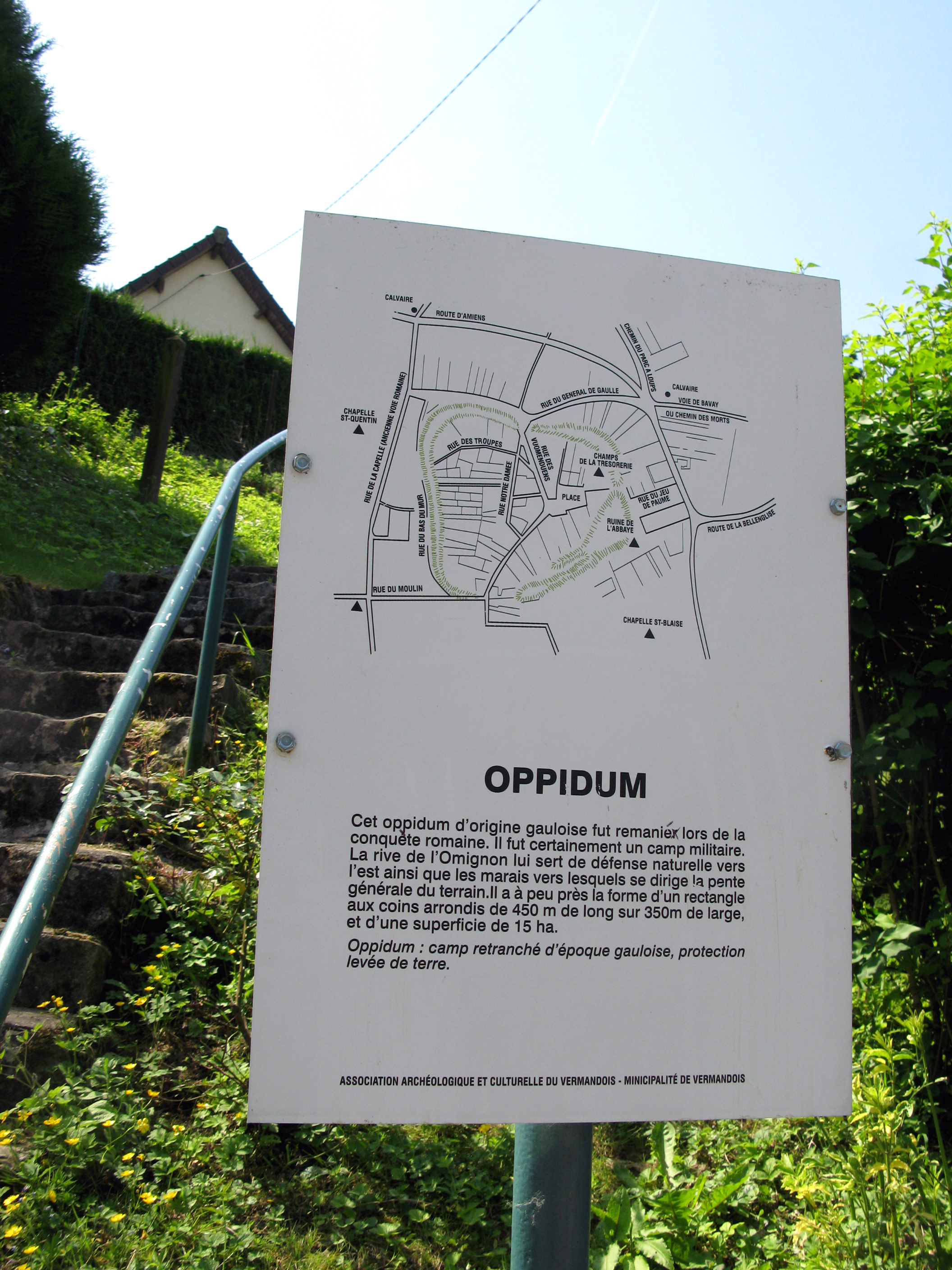
Panneau informatif présentant l'oppidum.

À l'époque de la conquête romaine, les Gaulois de la région se nommaient les Viromandui qui appartenaient au groupe des Belgae, les Belges. Ceux-ci étaient issus d'une vague d'immigration celte du IIIe siècle avant notre ère et étaient principalement installés dans le Nord de la Gaule. César signale la combativité et la bravoure des Belges. Il affronte la coalition des Nerviens (Bavay - Hainaut), Atrebates et Viromanduens près de la rivière Sabis (localisation discutée), au cours d'une bataille difficile où les Romains finirent par l'emporter.
L'oppidum de Vermand est le seul qui soit connu pour les Viromanduens. Sur le panneau informatif ci-contre, les quelques marches visibles en arrière-plan et le pignon de la maison derrière le talus permettent une estimation de sa hauteur. Il semble probable qu'il constituait leur place forte principale. En tout cas, c'était vraisemblablement le chef-lieu de ce peuple dans les années qui suivirent la conquête, jusqu'à la fondation d'un nouveau chef-lieu à Saint-Quentin : Augusta Viromanduorum.
Ce changement n'empêcha pas le développement à Vermand d'un vicus gallo-romaine prospère, centre d'une importante production de poterie. Un grand ensemble religieux comprenant plusieurs temples a été révélé par les prospections aériennes à Marteville.
Au Bas-Empire, à la fin du IIIe ou au début du IVe siècle, il semble que Vermand soit redevenue le chef-lieu des Viromandui, en raison de la ruine d'Augusta. C'est ce qui explique son nom qui signifie « chez les Viromandui » (formé sur le nom du peuple, à l'ablatif pluriel, à sens locatif, cas de la langue indo-européenne qui survivait encore dans le latin). À cette époque, beaucoup de chefs-lieux changèrent de nom : ils prirent celui du peuple dont ils étaient la ville principale. Il est donc probable que les premiers évêques du Vermandois résidaient dans cette ville avant le transfert du siège épiscopal à Noyon au VIe siècle.

### Moyen Âge

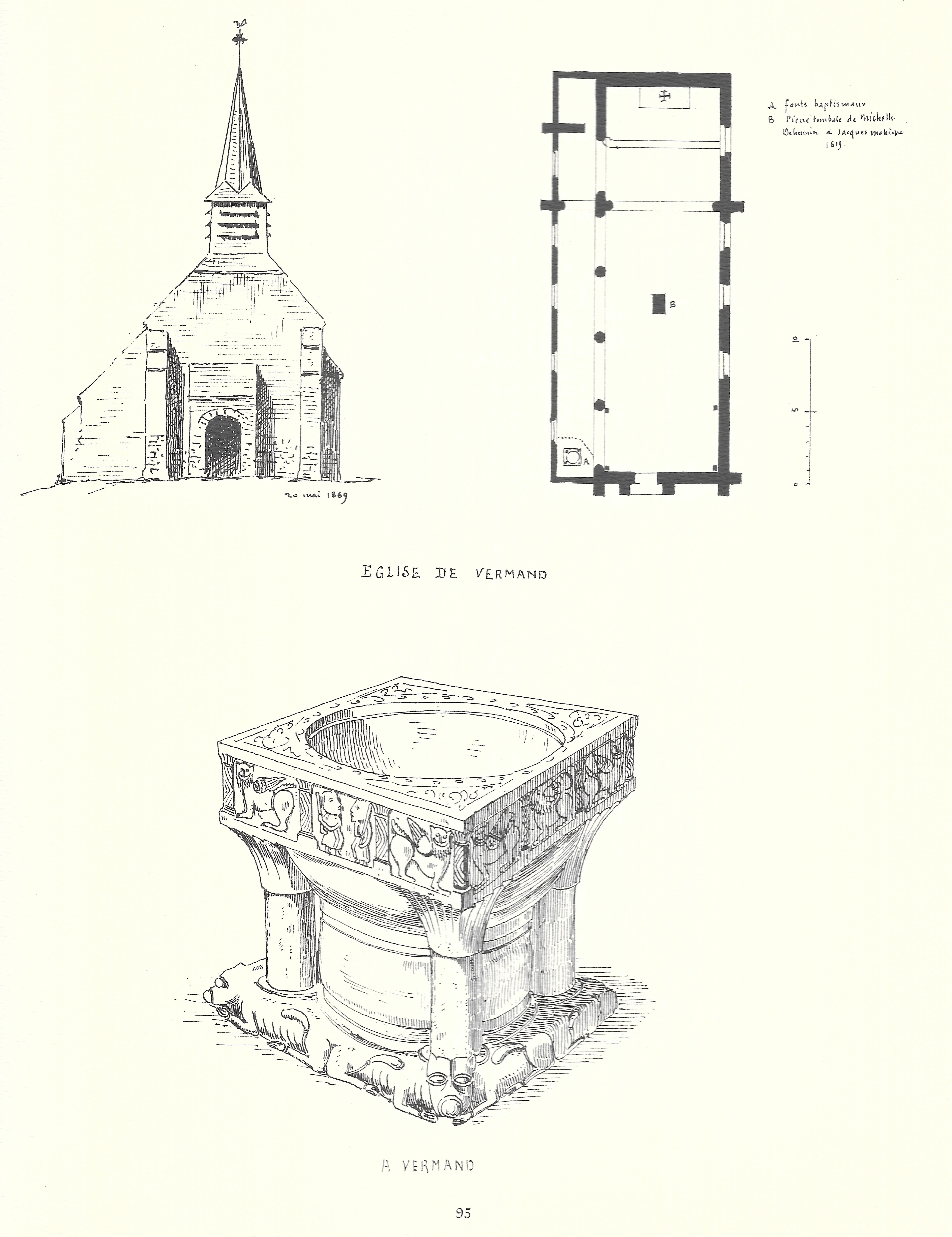
L'église en 1869.
Dessin de Joachim Malézieux (1851-1906).

Le sort de Vermand durant l'époque mérovingienne n'est pas établi avec certitude : restait-elle la capitale du Vermandois, ou Saint-Quentin, qui bénéficiait du pèlerinage sur le tombeau de son célèbre martyr, l'avait-elle déjà supplantée ? Au IXe siècle, la situation s'éclaire : les comtes de Vermandois résident à Saint-Quentin et Vermand n'est plus qu'un village.
Toutefois, à cette époque, elle conserve une certaine importance : son école est une des rares citées par Grégoire de Tours.
Au IXe siècle, une communauté religieuse est installée par l'évêque de Noyon ; au XIIe siècle, elle devient l'abbaye de Vermand, de l'ordre des Prémontrés, supprimée à la Révolution.
La seigneurie était partagée principalement entre les évêques de Noyon et les comtes de Vermandois (puis le roi de France, qui la céda en 1291 au chapitre de Saint-Quentin).
Autrefois, il existait un pèlerinage à saint Blaise pour les maux de gorge.

### Époque moderne
Aux XVIe et XVIIe siècles, les Espagnols envahirent le Nord de la France. Le Vermandois connut une période d'instabilité avec le passages des armées françaises et espagnoles.

### Carte de Cassini
|  |

La carte de Cassini ci-dessus montre qu'au milieu du XVIIIe siècle, Vermand était une paroisse située sur la rive droite  de l'Omignon.
Des étangs ont été aménagés sur la rivière grâce a des barrages pour permettre la pêche. L'ancien moulin à eau, siège actuel du musée, était en activité à l'époque dans le bas du village.
L'abbaye des moines bénédictins, fondée au VIIIe siècle et qui fut détruite à la Révolution française, est représentée sur la carte.
Les trois hameaux de la commune, Villecholes, Bihécourt et Soyécourt (Soyaucourt) figurent sur cette carte ainsi que trois moulins à vent en bois aujourd'hui disparus.
La route pavée venant de Saint-Quentin s'arrêtait alors au niveau de l'abbaye. Elle fut prolongée par la suite au nord du village pour rejoindre celle allant vers Amiens.

### Époque contemporaine

#### XIXesiècle, arrivée du chemin de fer
De 1880 à 1970, Vermand comptait deux gares ; celle de Bihécourt, qui est de nos jours une habitation, et celle située rue de la Gare dans le hameau de Marteville et qui est aujourd'hui à l'état d'abandon. Elles étaient situées sur la ligne de chemin de fer de Vélu-Bertincourt à Saint-Quentin, qu'on dénommait en picard « 'ch'tiot Vélu », qui appartenait à la Compagnie des Chemins de fer du Nord. Ouverte en 1880, cette ligne a fonctionné jusqu'au 1er janvier 1956 pour le trafic voyageurs et au 1er janvier 1970 pour le fret.
À une époque où le chemin de fer était le seul moyen collectif rapide de déplacement, cette gare était très utilisée par les habitants pour se rendre à Roisel ou Saint-Quentin et servait aussi au transport de marchandises, notamment des betteraves jusqu'à la râperie de Montigny.

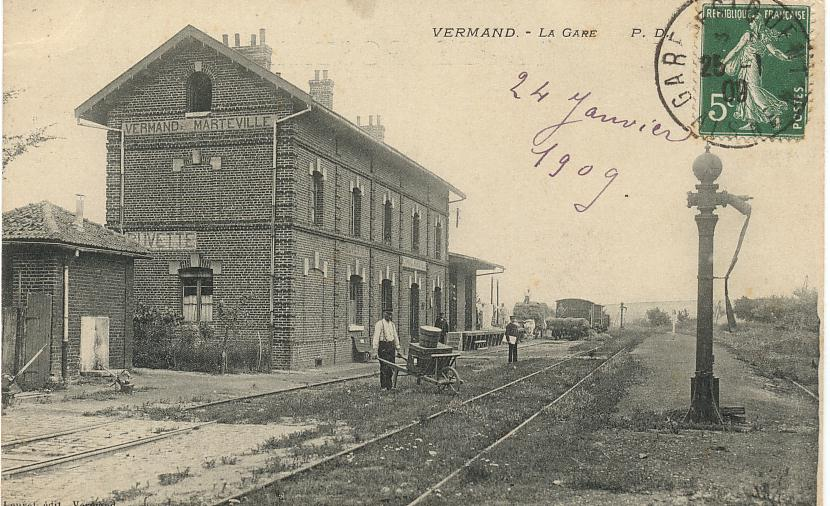
La gare de Vermand-Marteville avant la guerre 1914-1918.
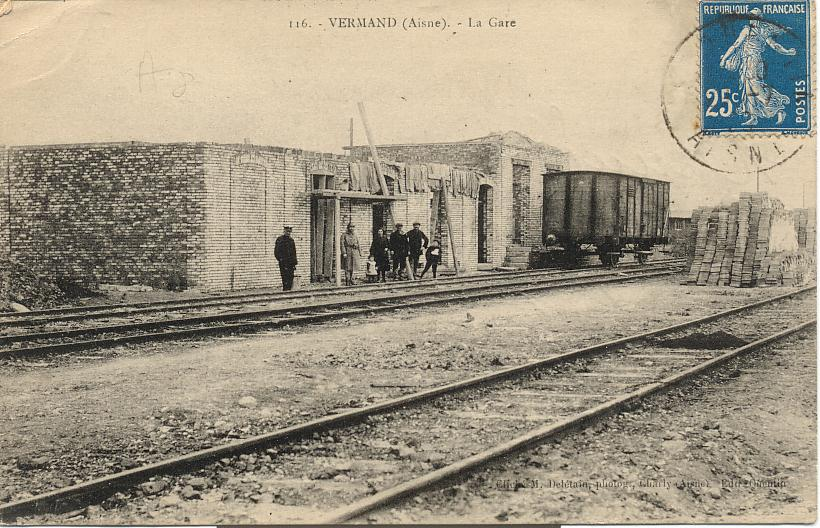
La gare détruite par les Allemands.
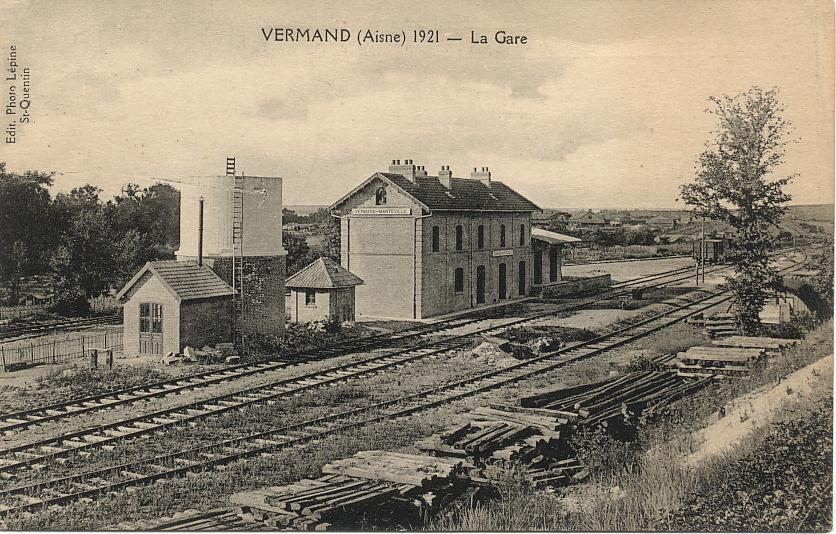
La gare reconstruite en 1921.
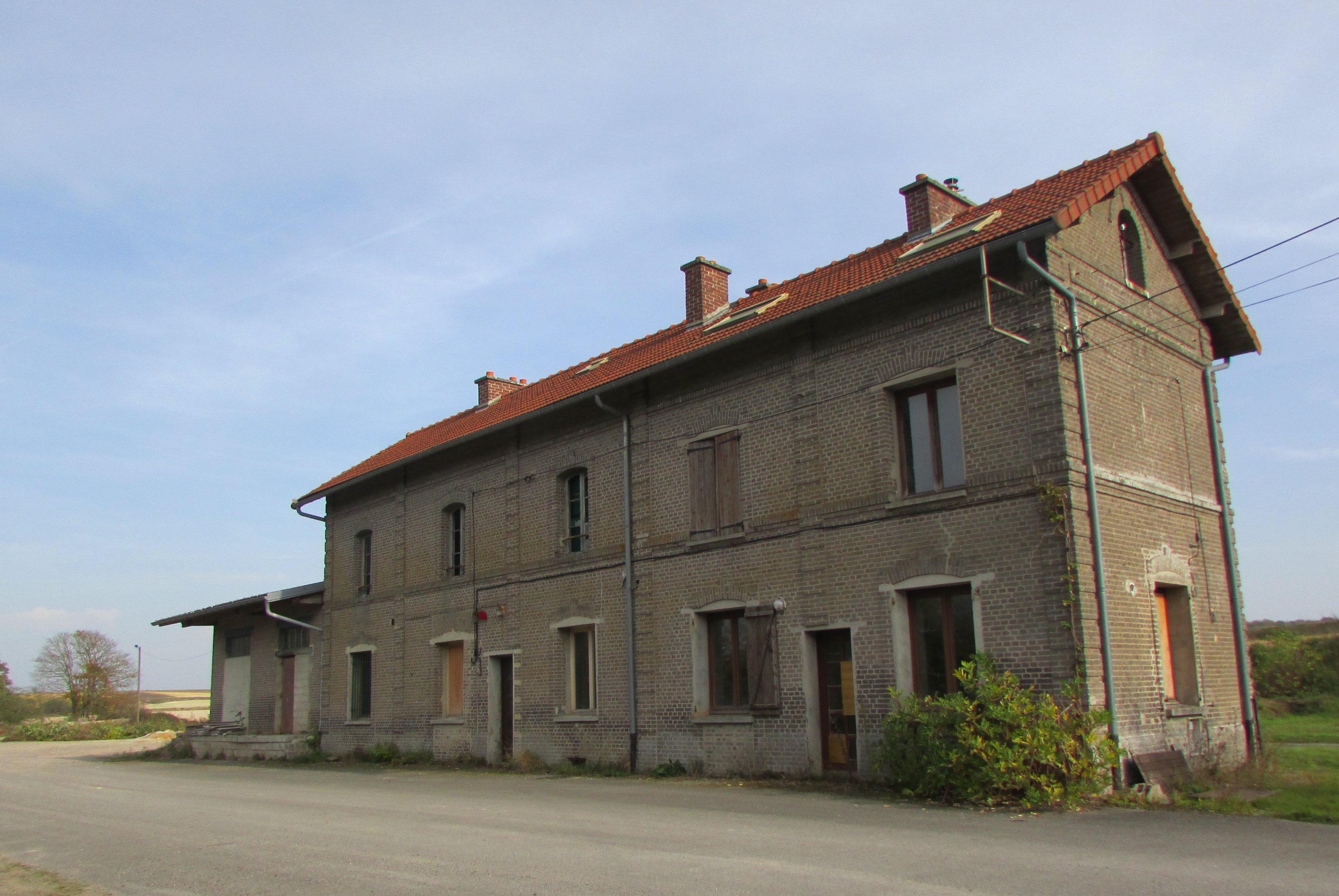
La gare actuelle de Vermand-Marteville.
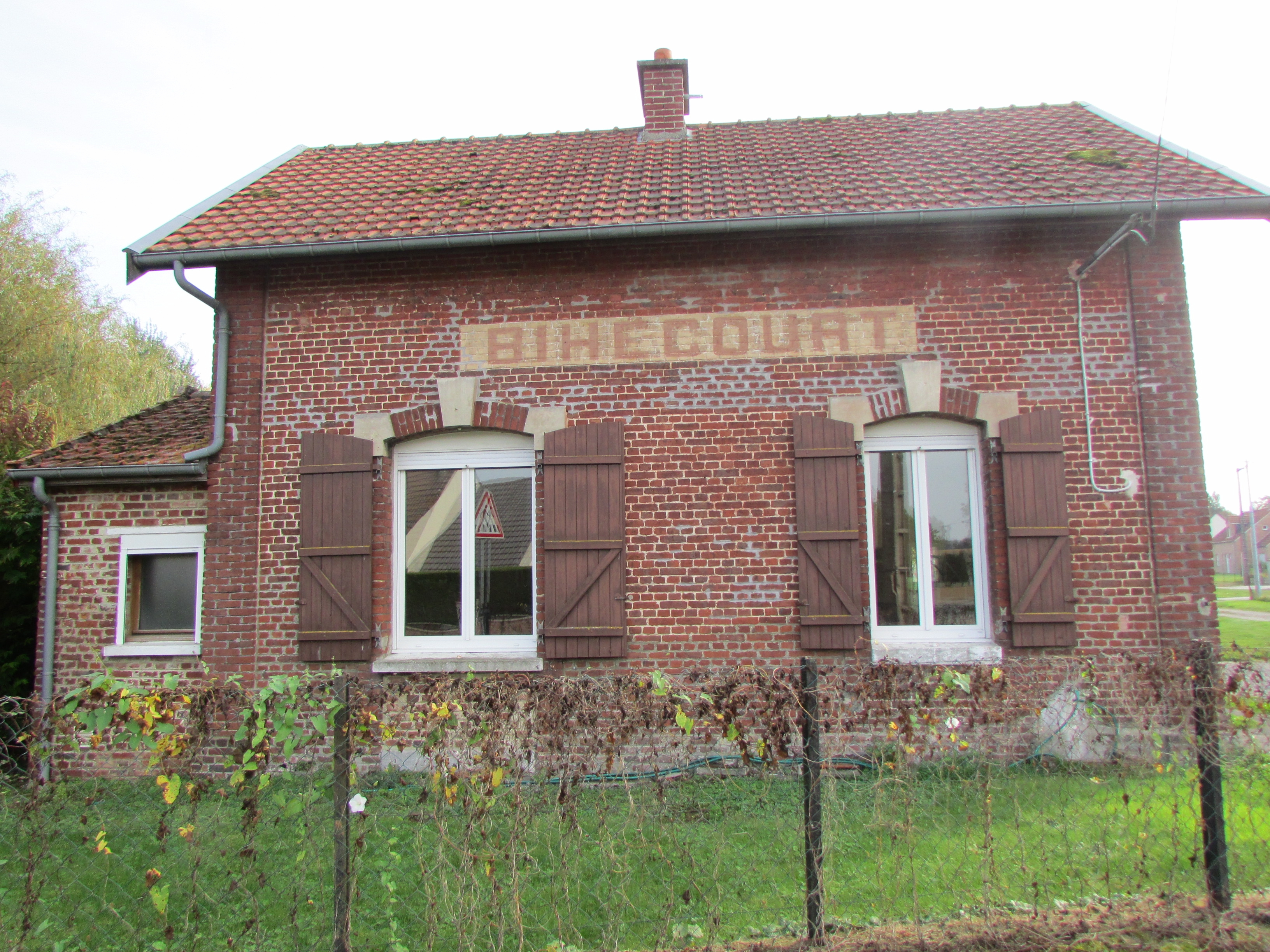
La gare actuelle de Bihécourt.

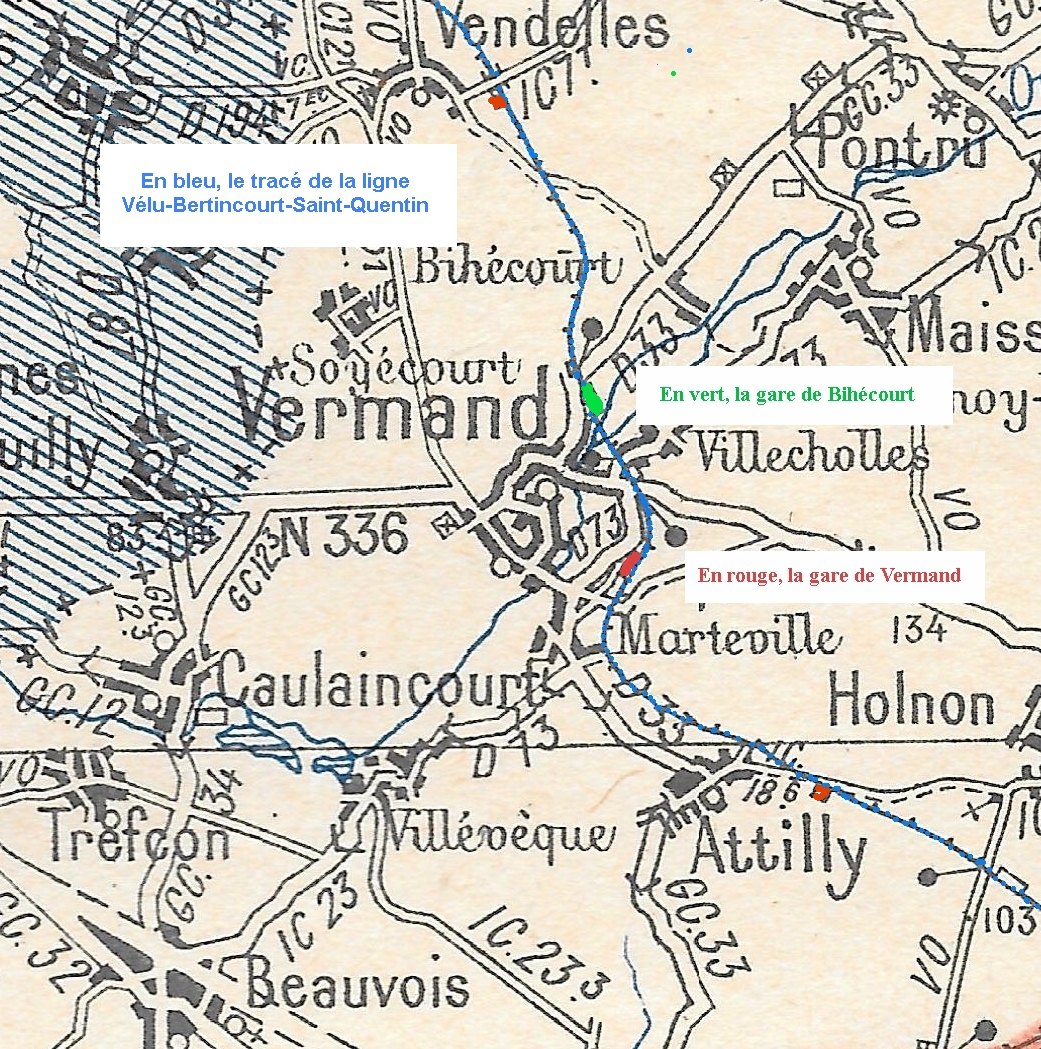
Détail de la ligne lors de la traversée de Vermand.
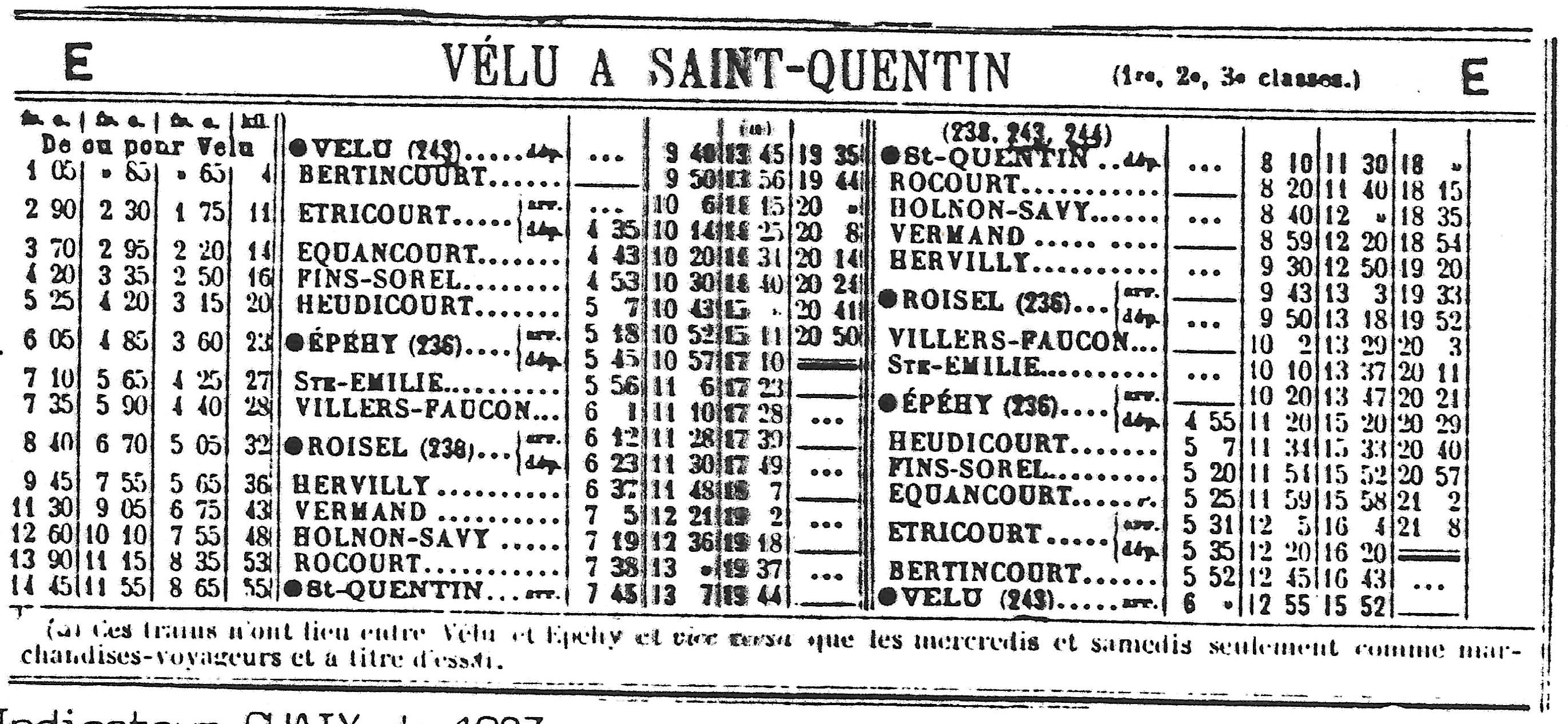
Horaire des trains. (date indéterminée)
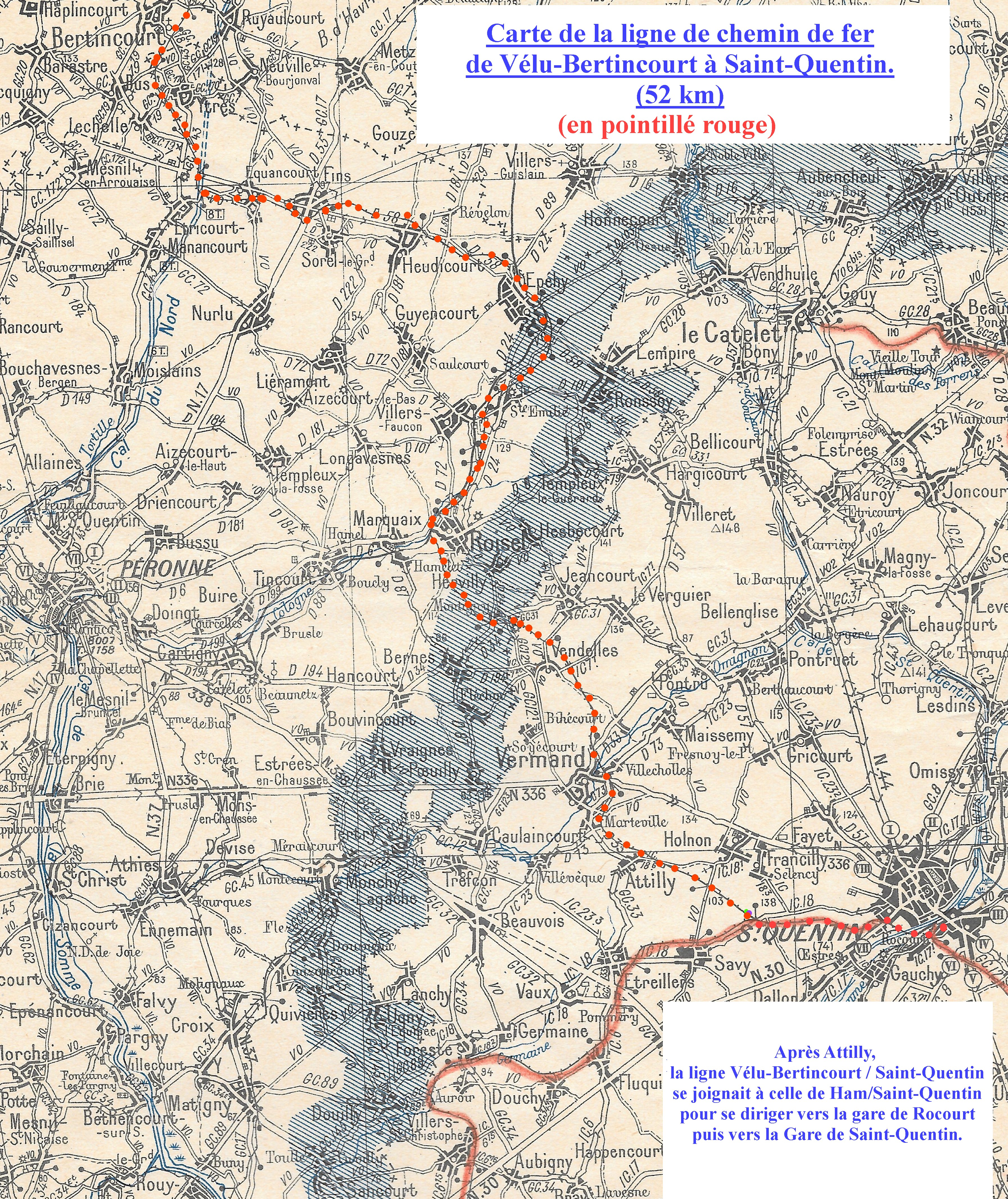
Carte de la ligne Vélu-Saint-Quentin.

Vermand au tout début du XXe siècle
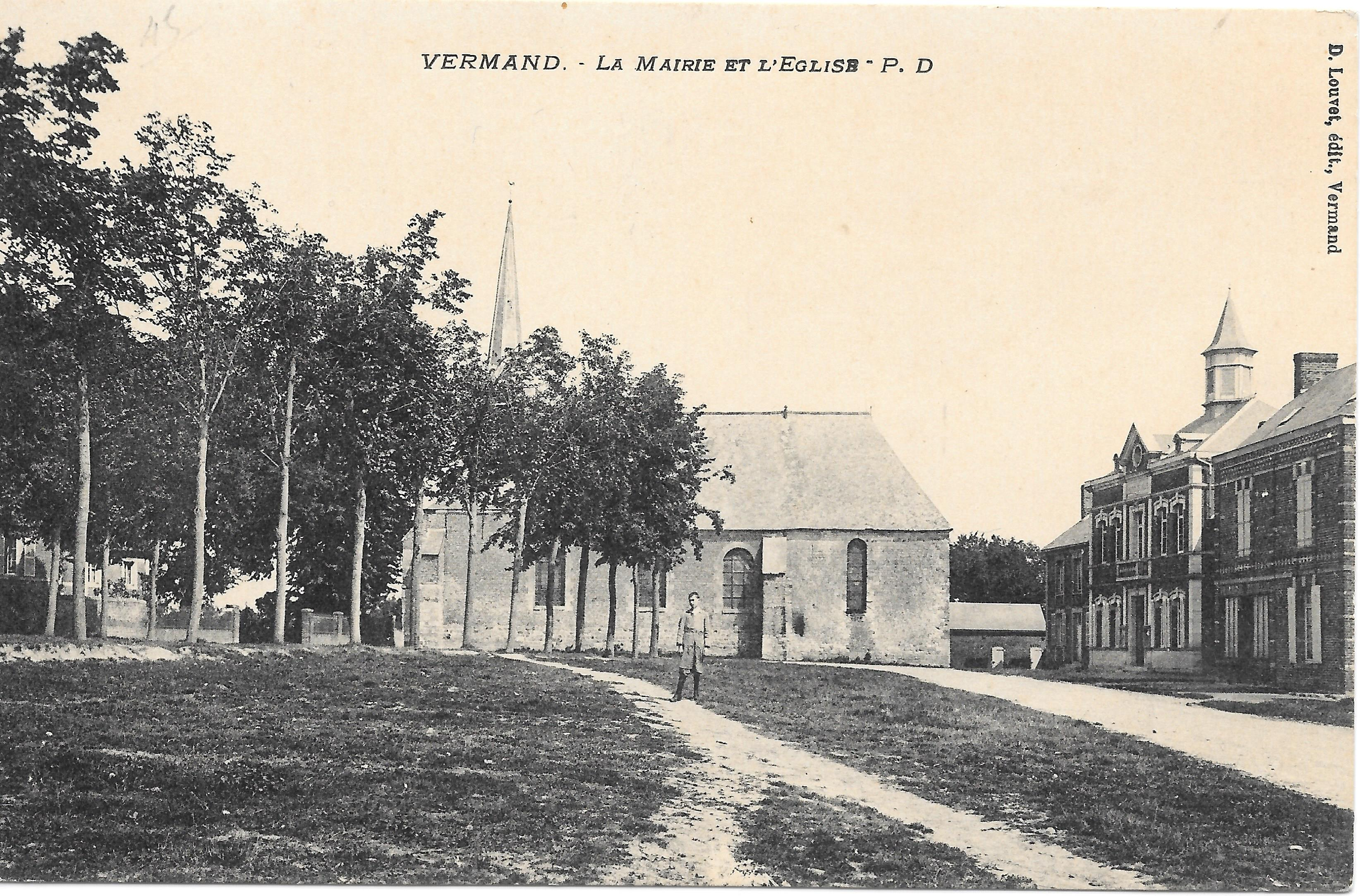
La mairie et l'église.
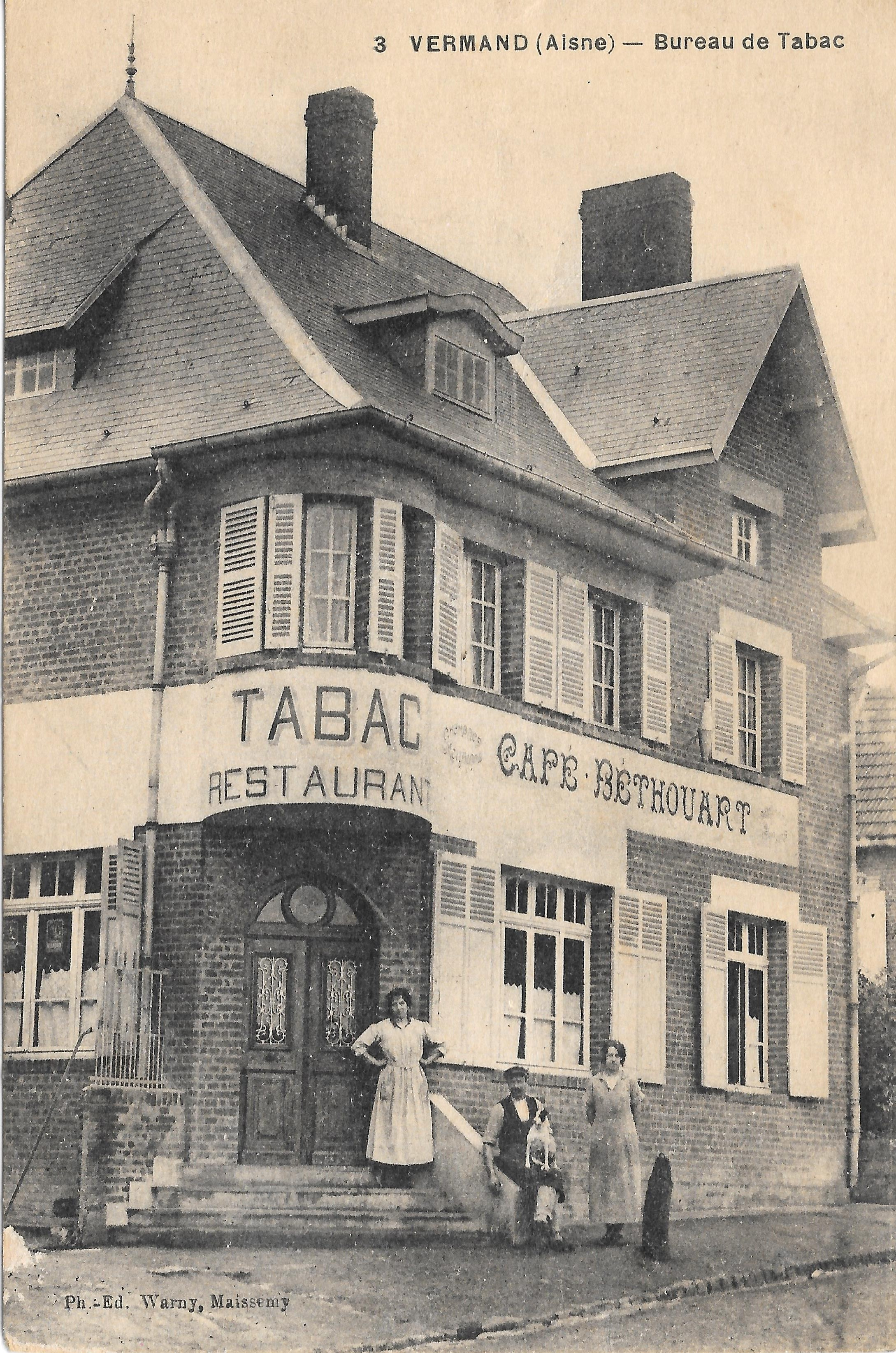
Le bureau de tabac.
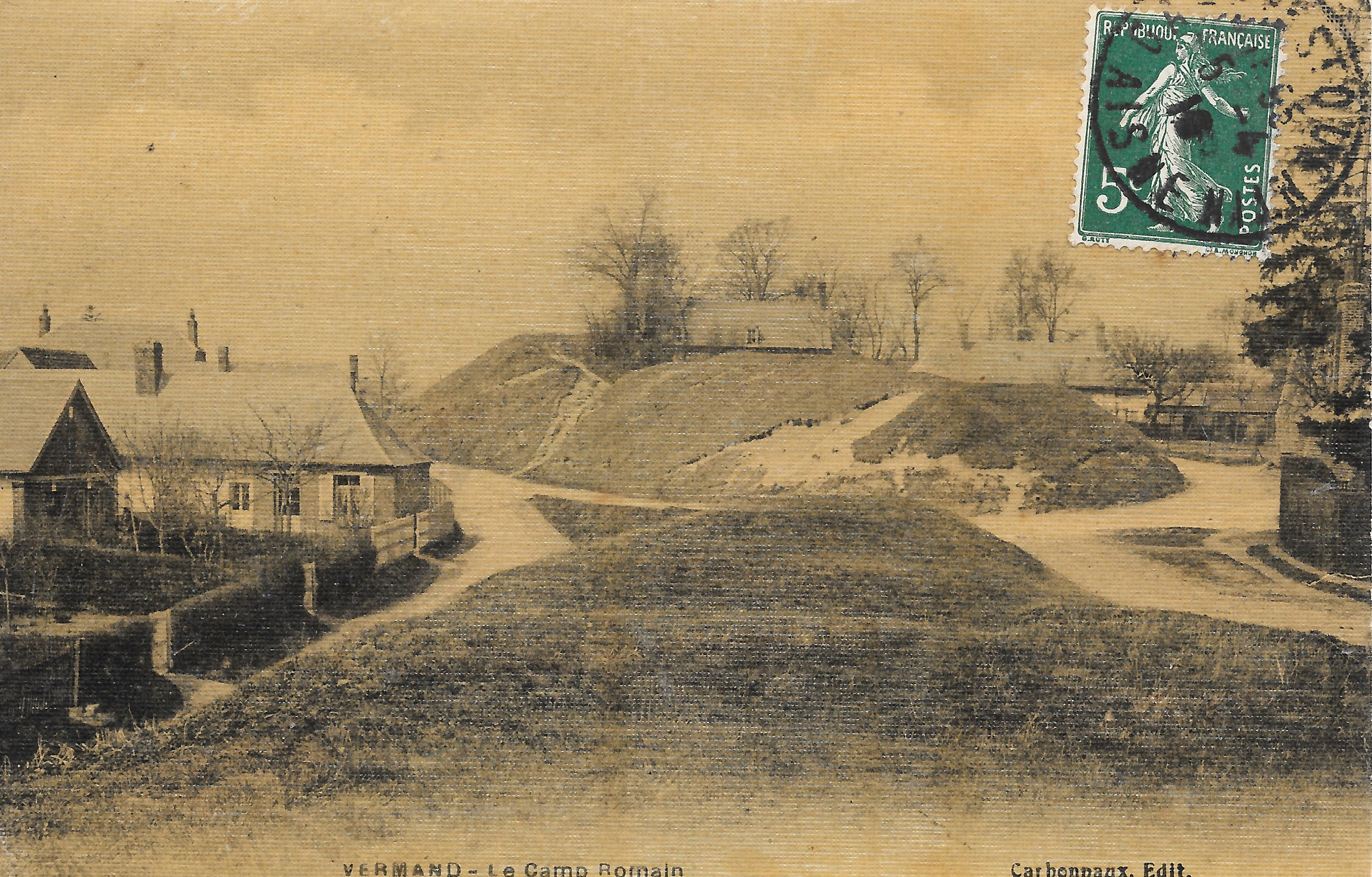
Le camp romain.
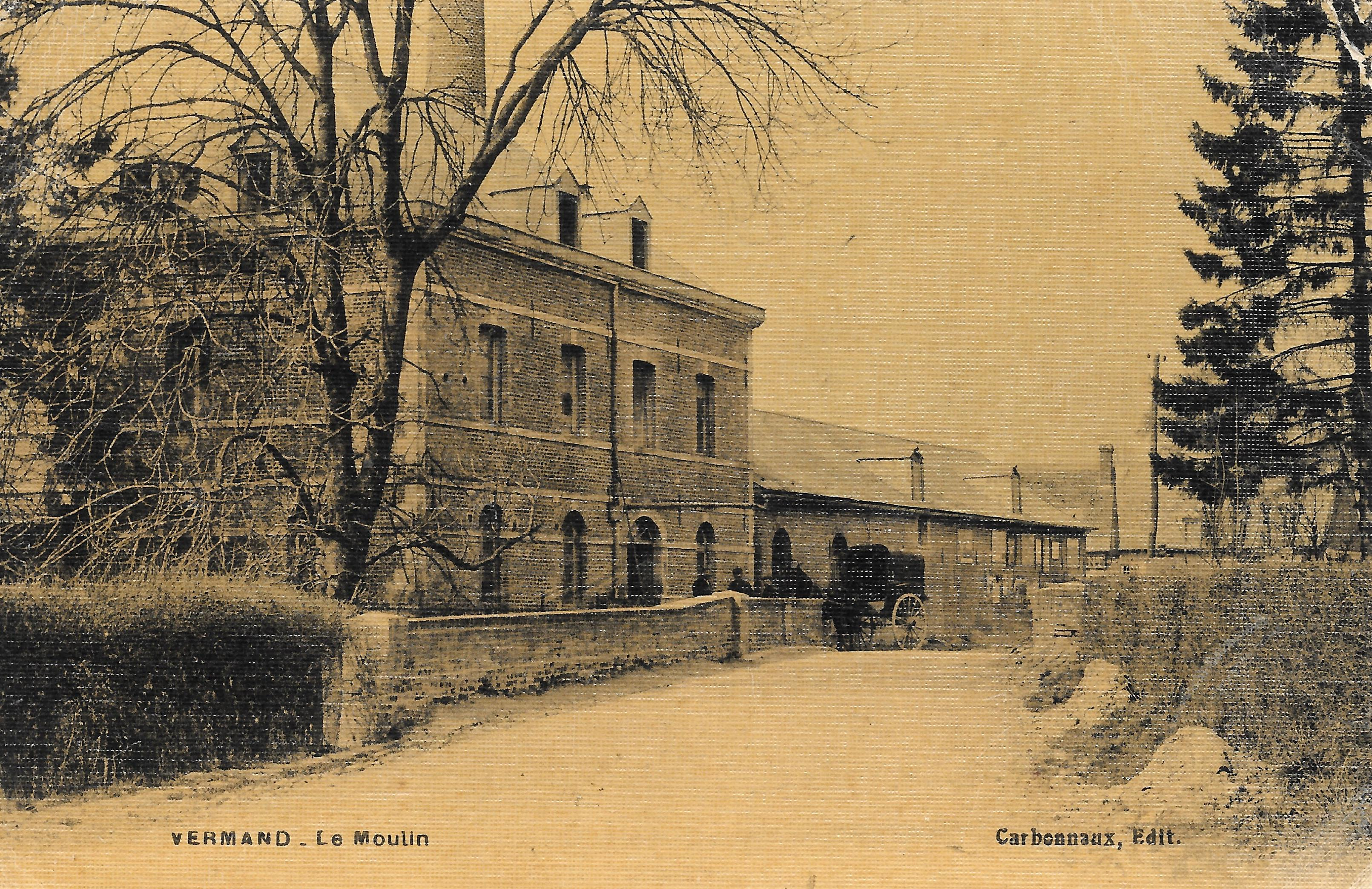
Le moulin.
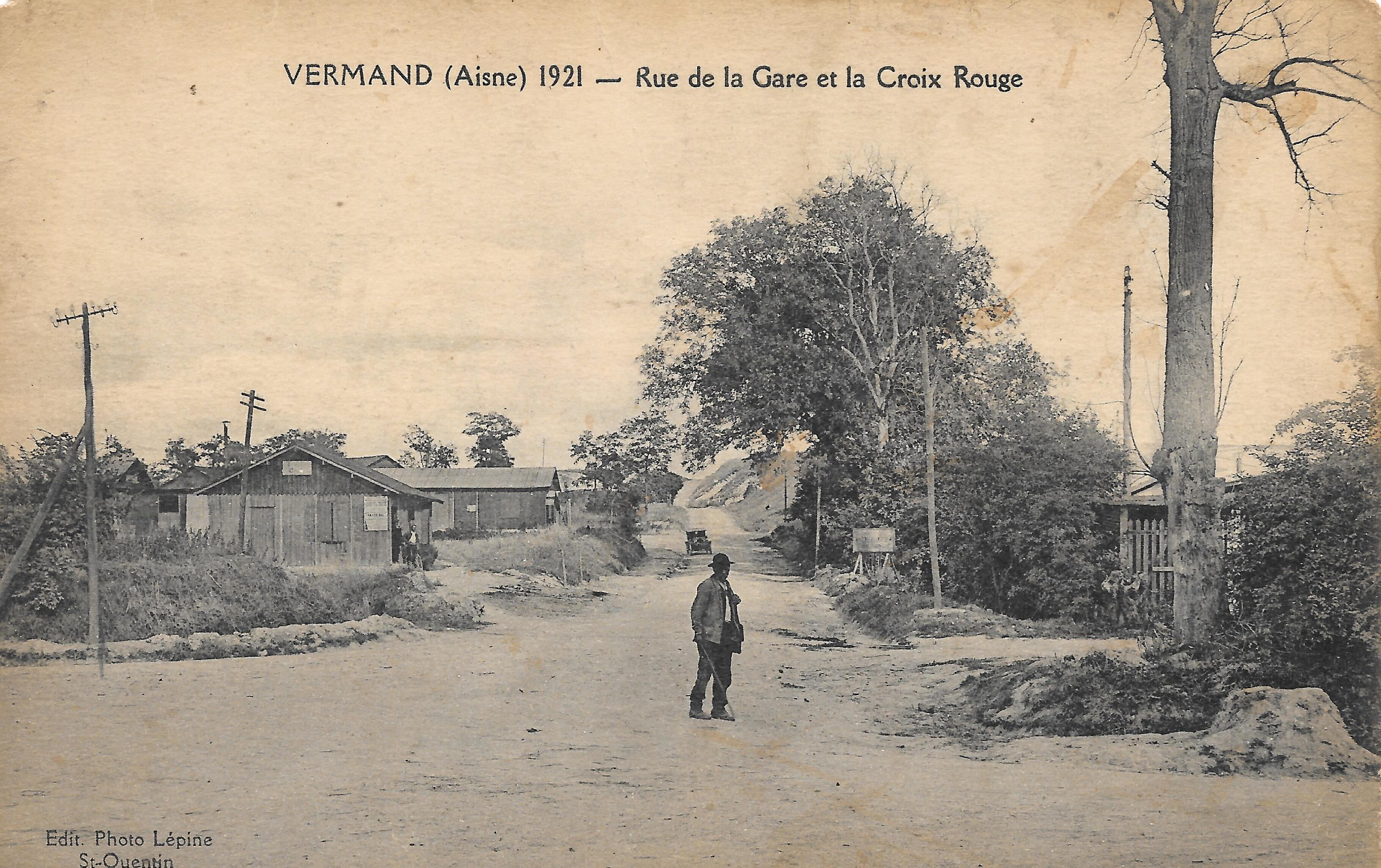
Rue de la Gare et la Croix Rouge.

#### La guerre de 1914-1918
Le 28 août 1914, moins d'un mois après la déclaration de guerre, Vermand voit l'arrivée des premiers Allemands après la retraite de l'armée française. Un grand nombre de Vermandois fuient devant l'ennemi, mais reviennent chez eux quelques jours plus tard.
Pendant 30 mois, le village se trouve en arrière du front allemand qui est stabilisé à une vingtaine de kilomètres à l'ouest, vers Péronne. Pendant cette période, les habitants connaissent la dure loi des occupants. Vermand est classé « zone des armées », une kommandantur s'installe en novembre 1914. Des milliers d'Allemands passeront ou s'installeront à Vermand, logeant chez l'habitant ou dans les édifices publics. Métaux, cuivres, argenterie, matelas, armes, céréales, animaux, tout est réquisitionné par l'occupant. Des arrêtés de la kommandantur obligent, à date fixe, sous la responsabilité du maire et du conseil municipal, la population à fournir sous peine de sanctions : blé, œufs, lait, viande, légumes, destinés à nourrir les soldats du front. La commune doit verser 9 500 F tous les trois mois comme impôt de guerre. Toutes les personnes valides devaient effectuer des travaux agricoles ou d'entretien. Voici des extraits d'un arrêté de la kommandantur d'Holnon valable pour 25 communes de la région : « Holnon le 22 juillet 1915. Tous les ouvriers et les femmes et les enfants de quinze ans sont obligés de faire travaux des champs tous les jours aussi dimanche de quatre heures du matin jusque huit heures du soir… Après la récolte les fainéants seront emprisonnés six mois. Les femmes fainéantes seront exilées à Holnon pour travailler. Après la récolte, les femmes seront emprisonnées six mois… Les enfants fainéants seront punis de coups de bâton. De plus le commandant réserve de punir les ouvriers fainéants de vingt coups de bâton tous les jours… Les ouvriers de la commune Vendelles sont punis sévèrement ».
En février 1917, le général Hindenburg décide de créer une ligne défense à l'arrière du front ; lors du retrait des troupes allemandes, tous les villages devaient être détruits pour ne pas servir d'abris aux troupes franco-anglaises. Le 15 février, les habitants furent conduits à la gare de Vermand, installés dans des wagons à bestiaux, emmenés à Saint-Quentin et dispersés dans des lieux occupés, jusqu'en Belgique. En mars 1917, avant le retrait des troupes allemandes sur la ligne Hindenburg, le long du canal de Saint-Quentin, toutes les maisons sont pillées et incendiées, le village est détruit. L'église, la mairie, les écoles et toutes les habitations sont dynamités et les arbres sciés à 1 m de hauteur
Le village est pris le 31 mars 1917 par les troupes britanniques, mais par la suite, il change plusieurs fois de camp : ce n'est que le 13 septembre 1918 que Vermand est définitivement libérée par les Britanniques.

#### Entre-deux-guerres
Le village est considéré comme détruit à la fin de la guerre. Après l'Armistice, nombre d'habitants ne reviennent pas s'installer à Vermand, mais, grâce aux indemnités pour dommages de guerre, commencent une nouvelle vie en d'autres lieux. Pour les autres commence une longue période de plus de dix ans de reconstruction des habitations (maisons provisoires), des fermes, des bâtiments publics, des routes. De 1 224 habitants en 1911, Vermand n'en comptait plus que 988 en 1921.
Le 17 octobre 1920, vu les souffrances endurées par la population pendant les trois années d'occupation et les dégâts aux constructions, la commune se voit décerner la Croix de guerre 1914-1918.
Sur le monument aux morts sont inscrits les noms des 36 soldats de Vermand morts pour la France et de 7 civils.

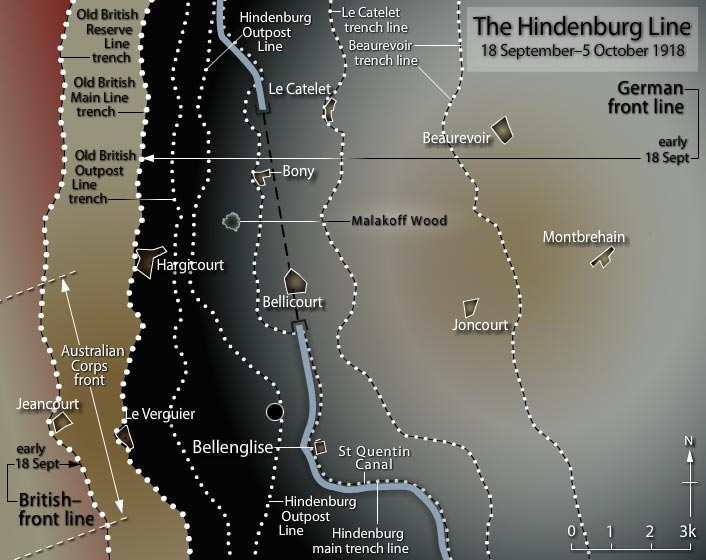
Carte de la bataille de la ligne Hindenburg en septembre-octobre 1918.
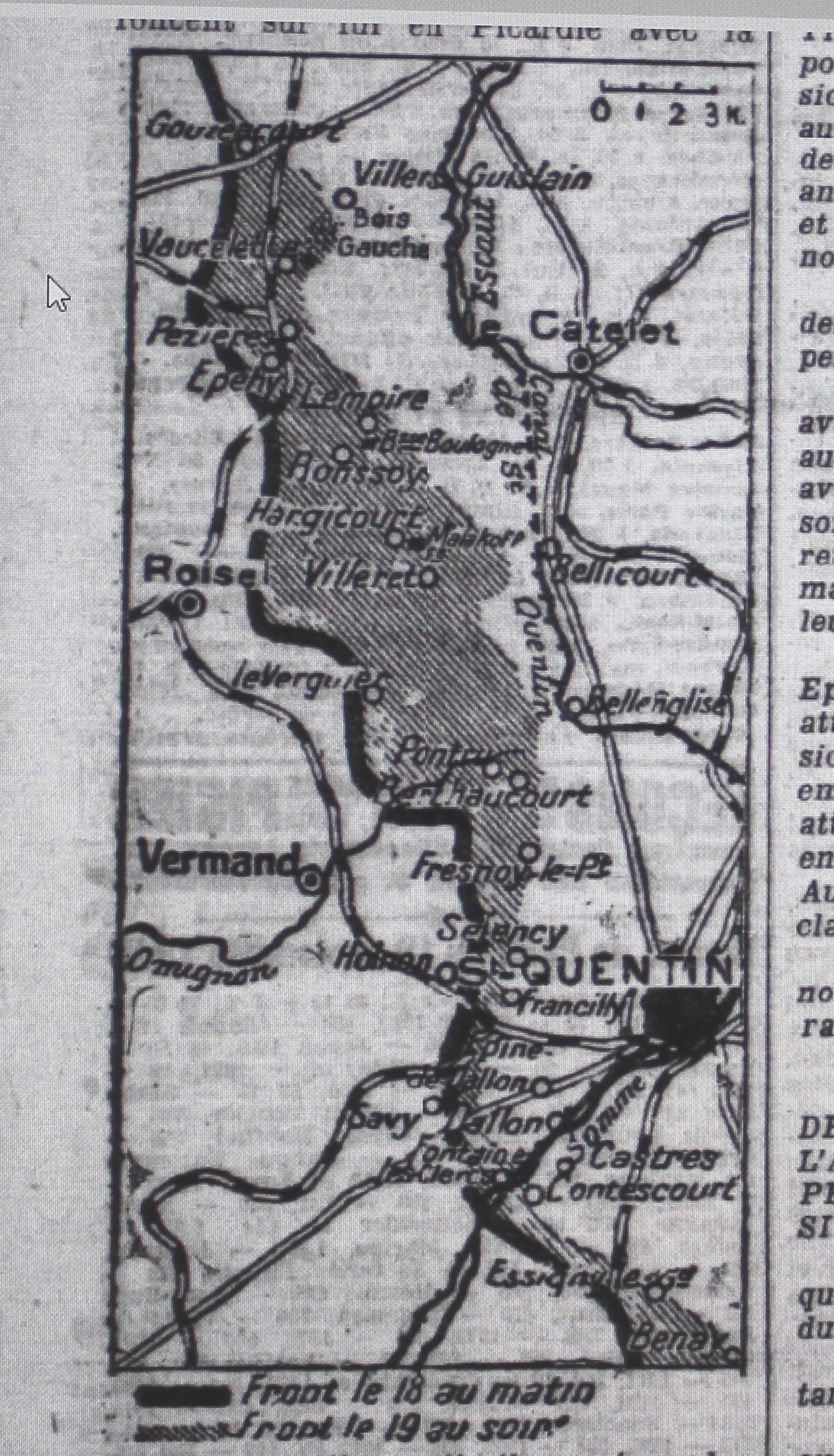
Carte montrant la prise définitive de Vermand par l'armée anglaise en septembre 1918.
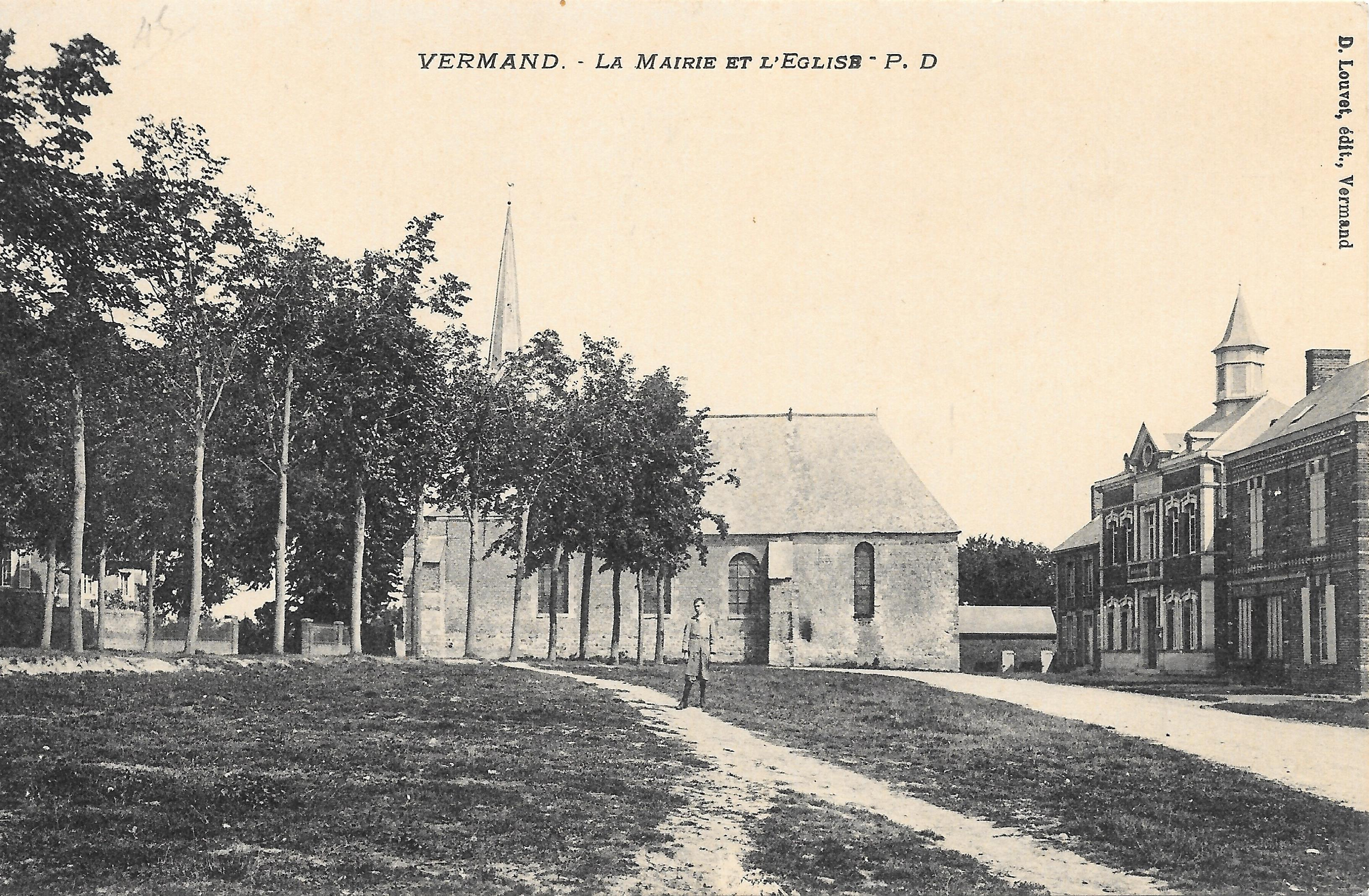
La place avant 1914.
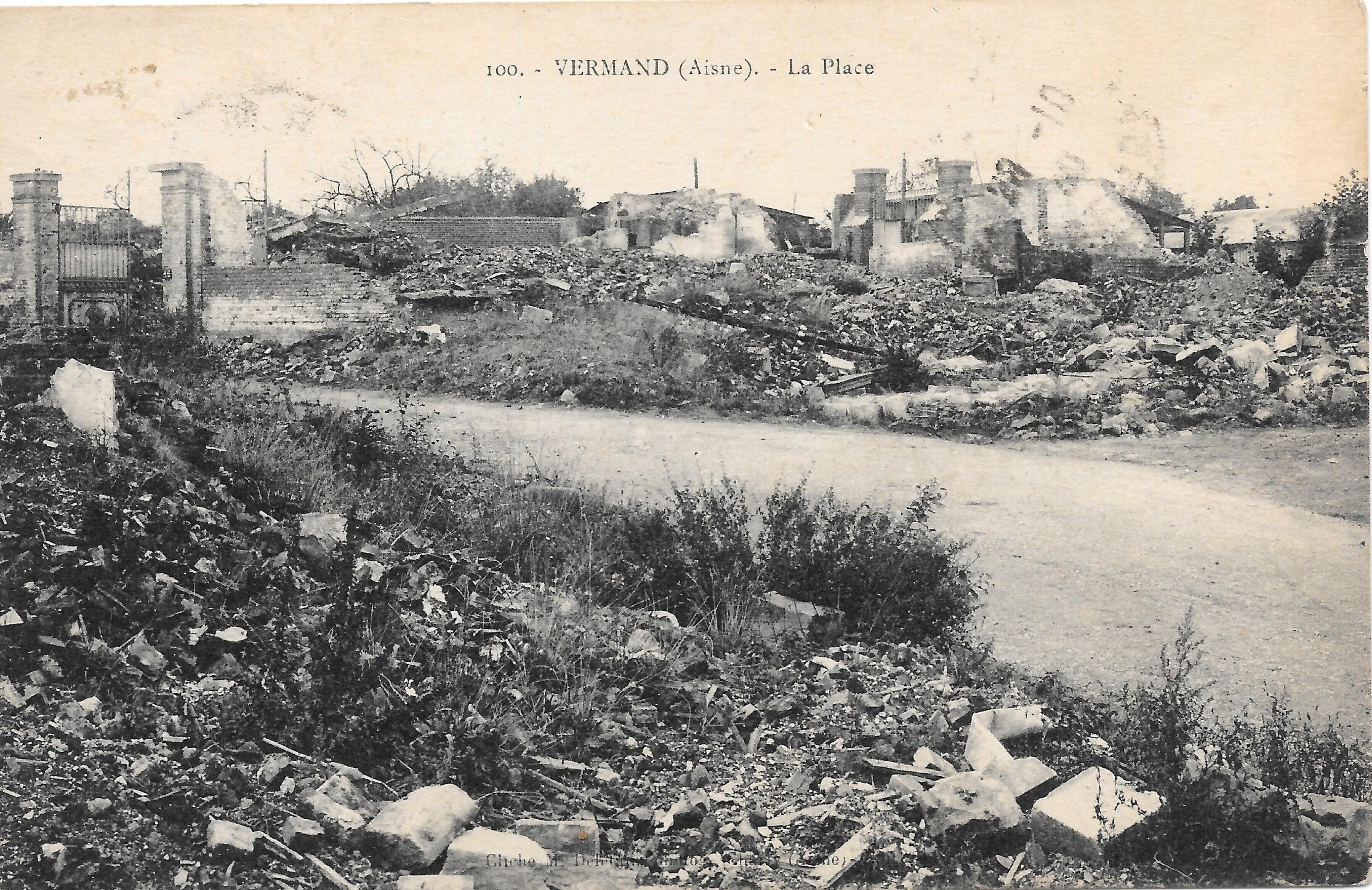
La place en 1921.
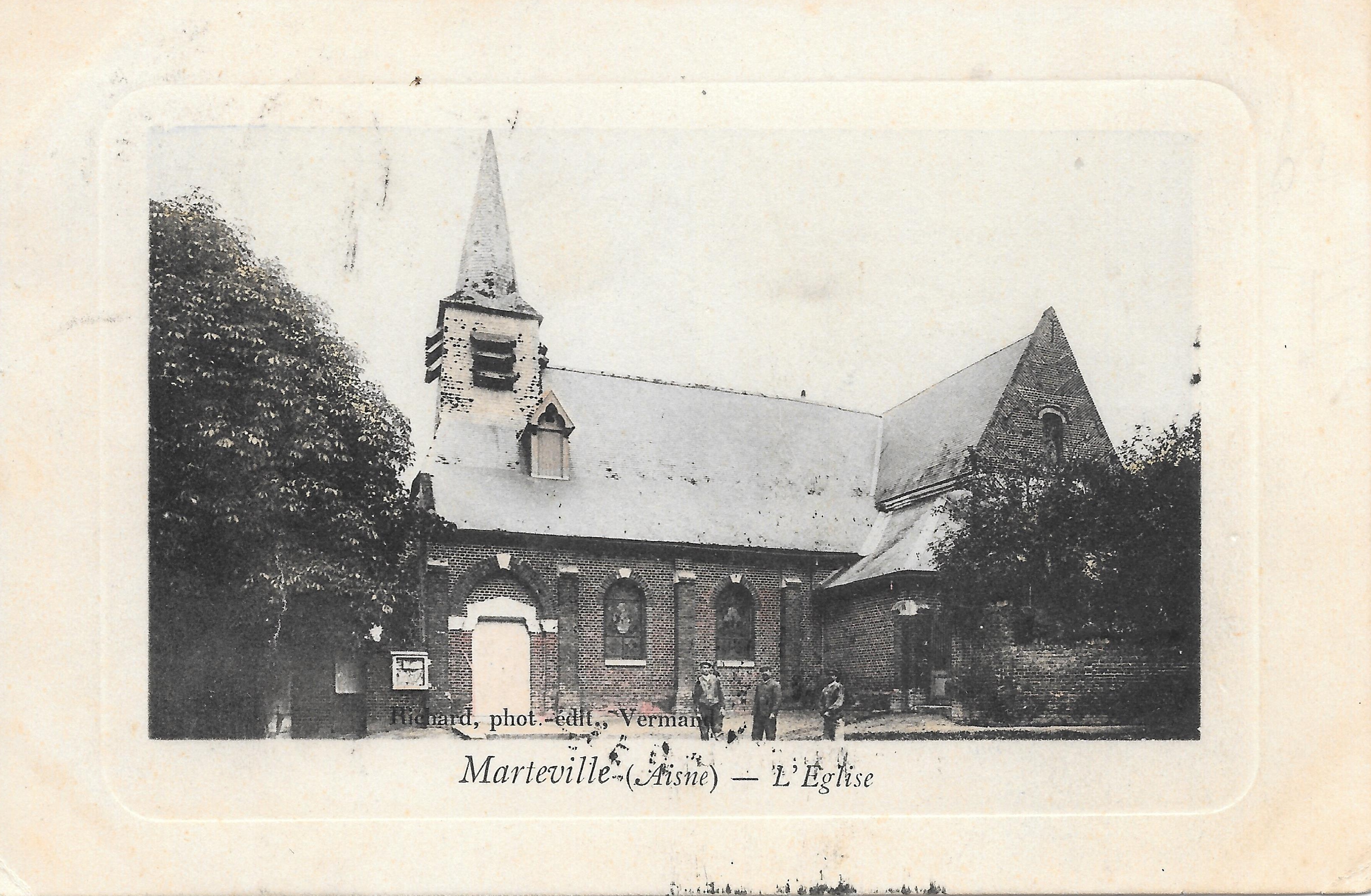
L'église de Marteville avant 1914.
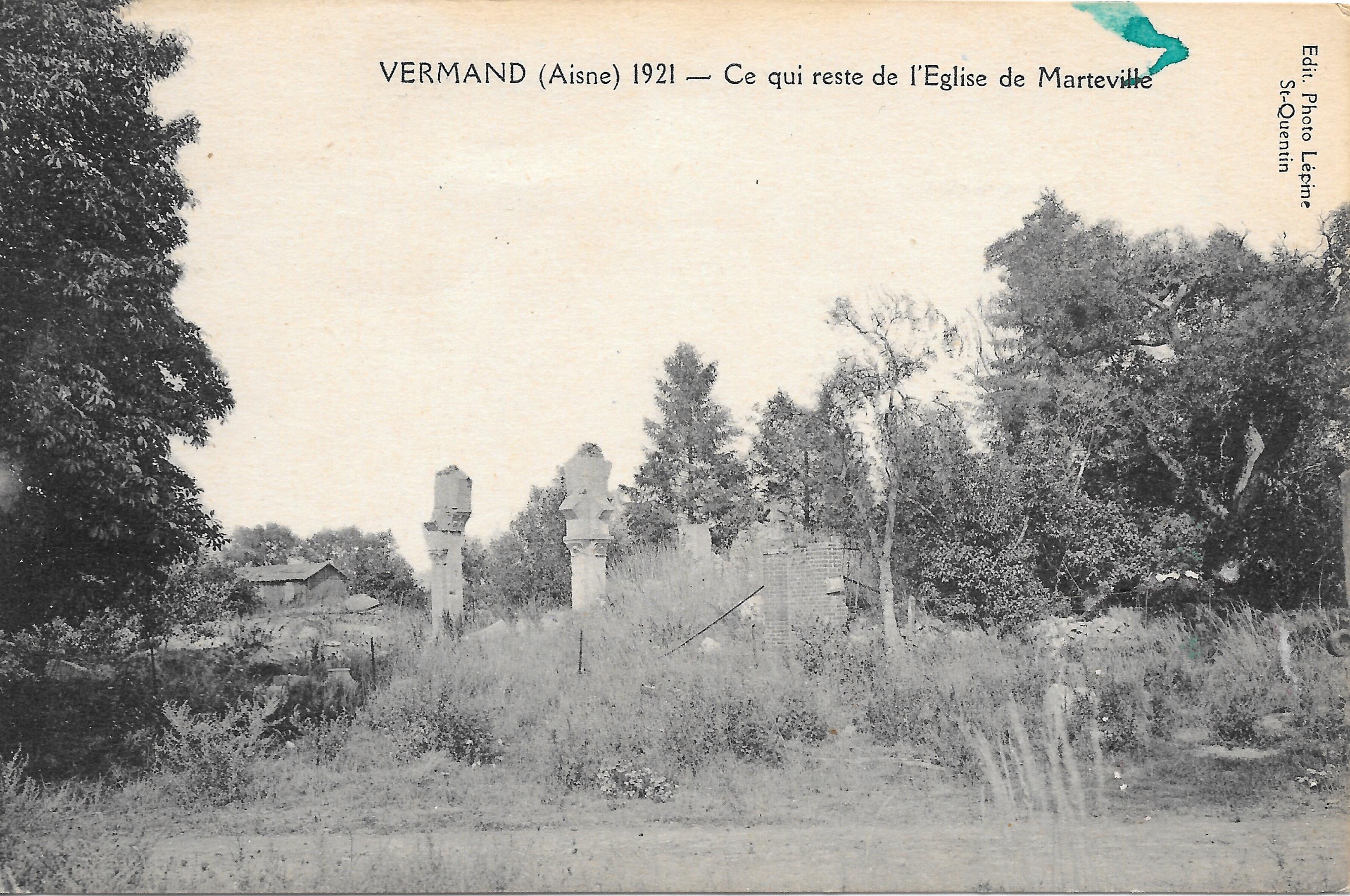
Les ruines de l'église de Marteville en 1921.
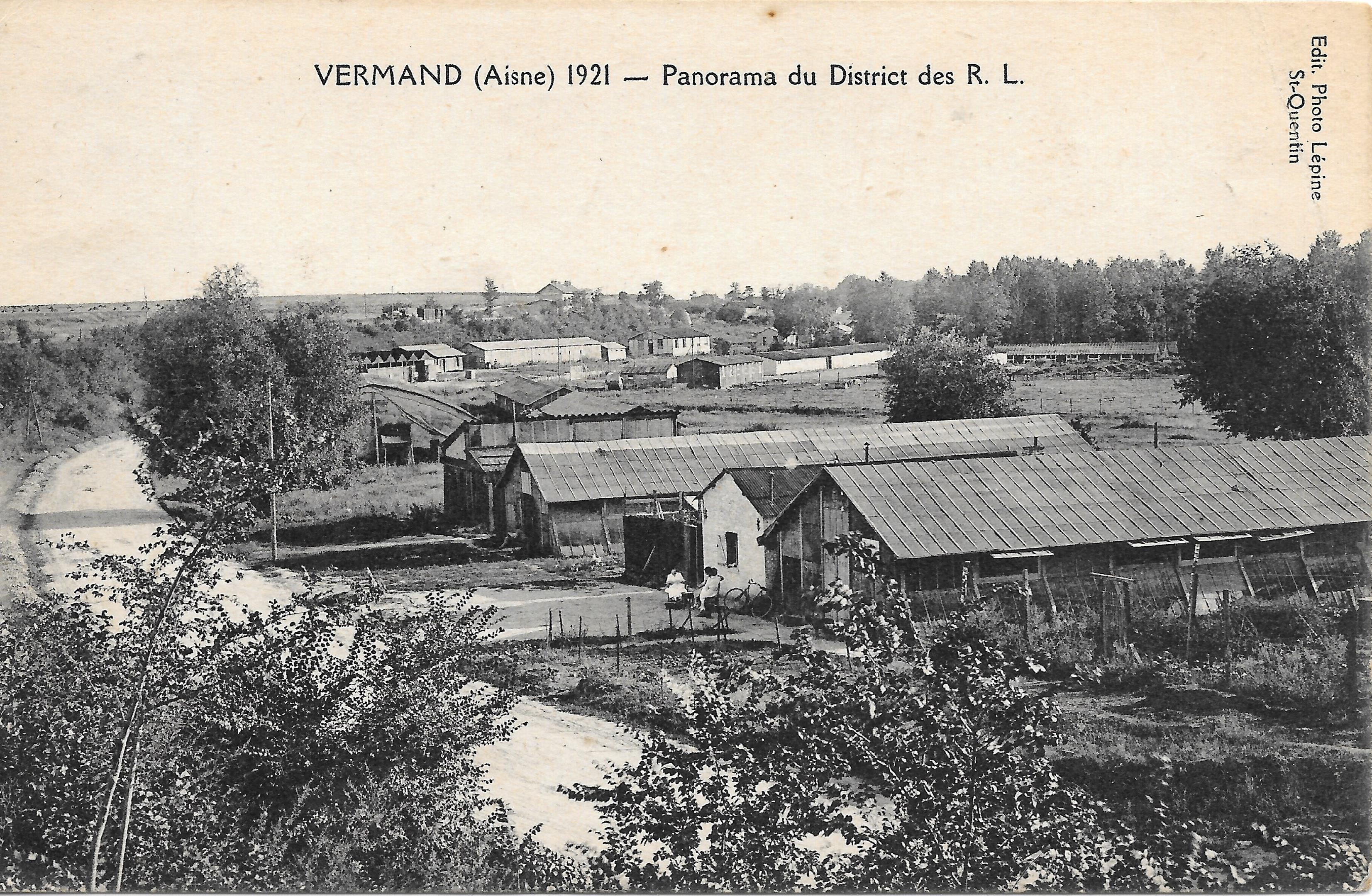
Les maisons provisoires en 1921.
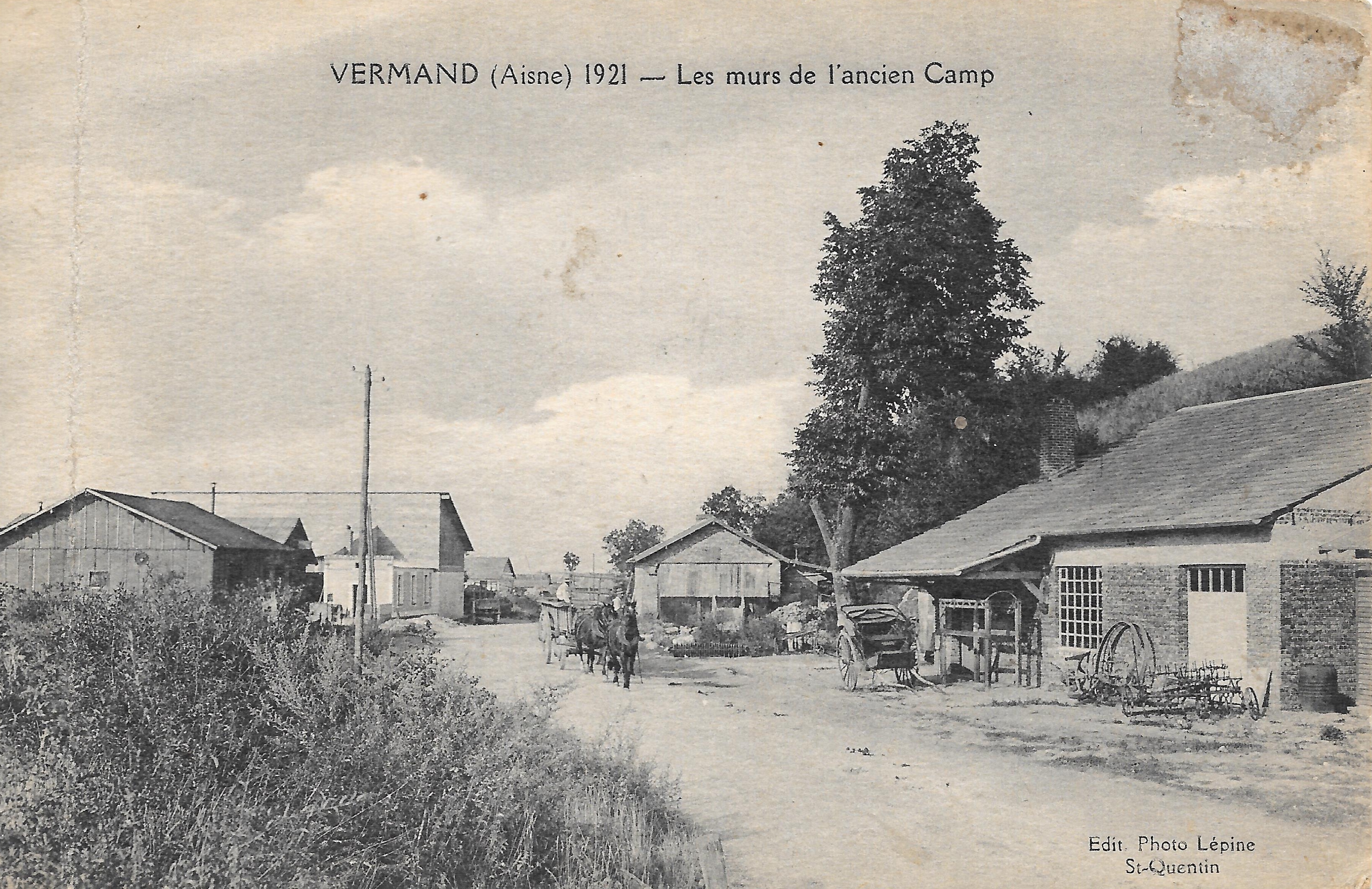
Le village en reconstruction en 1921.
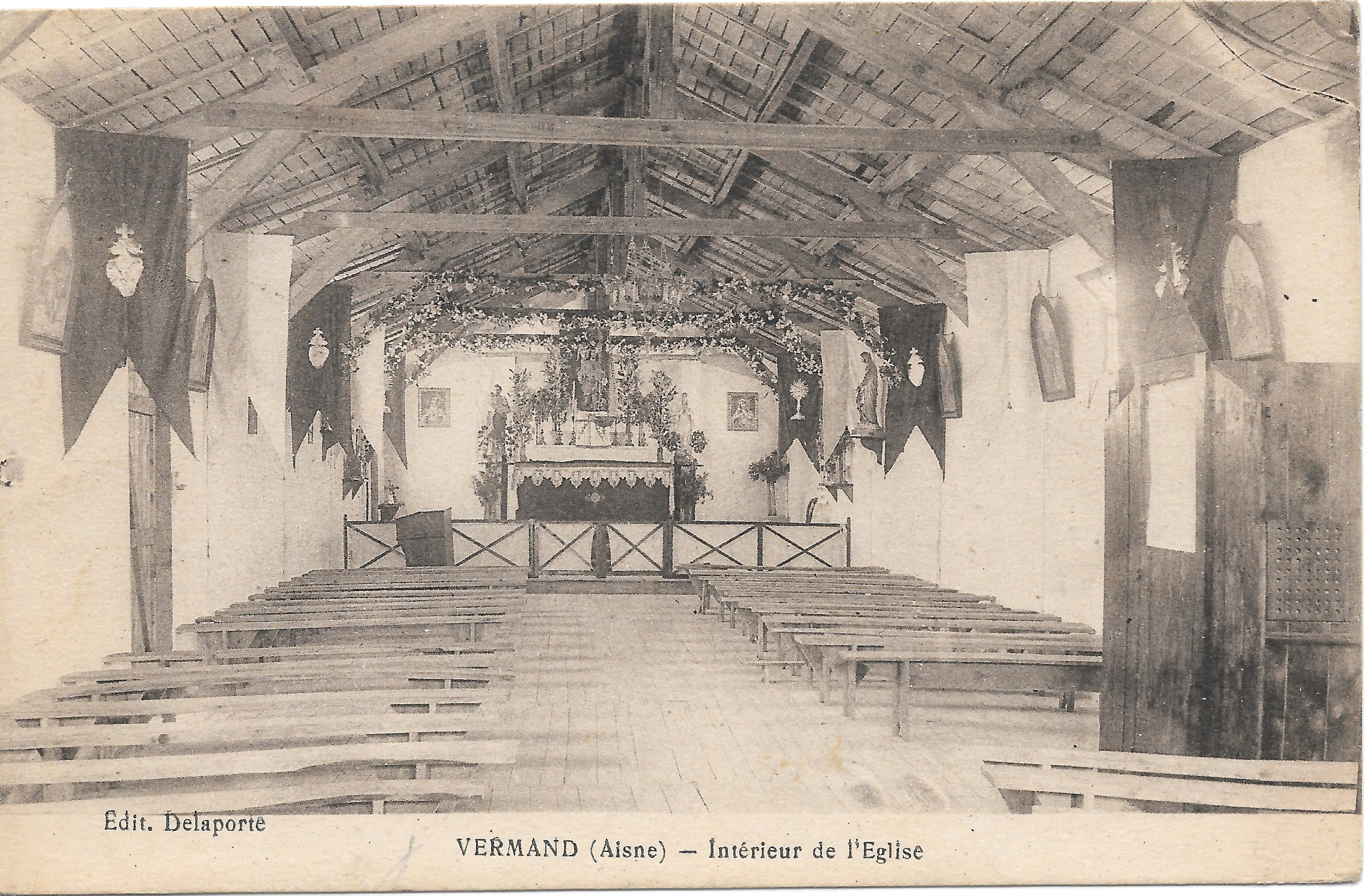
L'église provisoire, dans un baraquement.

## Politique et administration

### Rattachements administratifs et électoraux
Rattachements administratifs
La commune se trouve  dans l'arrondissement de Saint-Quentin du département de l'Aisne.
Elle était depuis 1790 le chef-lieu du canton de Vermand. Dans le cadre du redécoupage cantonal de 2014 en France, cette circonscription administrative territoriale a disparu, et le canton n'est plus qu'une circonscription électorale.
Rattachements électoraux
Pour les élections départementales, la commune fait partie depuis 2014 du canton de Saint-Quentin-1
Pour l'élection des députés, elle fait partie de la deuxième circonscription de l'Aisne.

### Intercommunalité
Vermand est membre de la communauté de communes du Pays du Vermandois, un établissement public de coopération intercommunale (EPCI) à fiscalité propre créé fin 1993 et auquel la commune a transféré un certain nombre de ses compétences, dans les conditions déterminées par le code général des collectivités territoriales.
Il est par ailleurs membre d'autres groupements intercommunaux

### Liste des maires
| Période                                  | Période                       | Identité                     | Étiquette | Qualité                                                                                               |
| ---------------------------------------- | ----------------------------- | ---------------------------- | --------- | --- |
| Les données manquantes sont à compléter. |                               |                              |           | |
| avant 1876                               | après 1877                    | Émile Désiré Célestin Baquet |           | |
| avant 1954                               |                               | Arthur Leclanc               |           | |
| Les données manquantes sont à compléter. |                               |                              |           | |
| mars 2001                                | mars 2008                     | Hervé Pinchon                |           | |
| mars 2008                                | En cours (au 27 février 2021) | Jean-Pierre Boniface         | LR        | Agriculteur conseiller départemental de Saint-Quentin-1 (2015 → 2021) Réélu pour le mandat 2020-2026, |

### Politique de développement durable
Une association de jardins ouvriers permet depuis l'après-guerre aux habitants de disposer de parcelles à cultiver.
La commune a offert en 2019 aux habitants des poules, leur permettant de réduire l'importance des déchets alimentaires et de disposer d'œufs frais.

## Population et société

### Démographie
L'évolution du nombre d'habitants est connue à travers les recensements de la population effectués dans la commune depuis 1793. Pour les communes de moins de 10 000 habitants, une enquête de recensement portant sur toute la population est réalisée tous les cinq ans, les populations de référence des années intermédiaires étant quant à elles estimées par interpolation ou extrapolation. Pour la commune, le premier recensement exhaustif entrant dans le cadre du nouveau dispositif a été réalisé en 2008.

En 2022, la commune comptait 1 102 habitants, en évolution de +1,47 % par rapport à 2016 (Aisne : −1,97 %, France hors Mayotte : +2,11 %).
| 1793  | 1800 | 1806  | 1821  | 1831  | 1836  | 1841  | 1846  | 1851  |
| ----- | ---- | ----- | ----- | ----- | ----- | ----- | ----- | ----- |
| 1 000 | 969  | 1 125 | 1 112 | 1 200 | 1 277 | 1 255 | 1 278 | 1 286 |

| 1856  | 1861  | 1866  | 1872  | 1876  | 1881  | 1886  | 1891  | 1896  |
| ----- | ----- | ----- | ----- | ----- | ----- | ----- | ----- | ----- |
| 1 312 | 1 346 | 1 302 | 1 238 | 1 247 | 1 250 | 1 264 | 1 269 | 1 265 |

| 1901  | 1906  | 1911  | 1921 | 1926  | 1931  | 1936  | 1946 | 1954  |
| ----- | ----- | ----- | ---- | ----- | ----- | ----- | ---- | ----- |
| 1 235 | 1 270 | 1 224 | 988  | 1 195 | 1 064 | 1 082 | 952  | 1 029 |

| 1962 | 1968  | 1975  | 1982  | 1990  | 1999  | 2006  | 2008  | 2013  |
| ---- | ----- | ----- | ----- | ----- | ----- | ----- | ----- | ----- |
| 998  | 1 135 | 1 165 | 1 163 | 1 118 | 1 069 | 1 044 | 1 036 | 1 076 |

| 2018  | 2022  | - | - | - | - | - | - | - |
| ----- | ----- | - | - | - | - | - | - | - |
| 1 097 | 1 102 | - | - | - | - | - | - | - |

### Enseignement
Les enfants de la commune sont scolarisés  au sein d'un regroupement pédagogique concentré qui regroupe 8 communes (Vermand, Attilly, Le Verguier, Jeancourt, Vendelles, Maissemy, Pontru, Pontruet) dans une école située à Vermand et dotée en 2020-2021 de dix classes de la maternelle au CM2, ainsi qu'une cantine. Ils continuent leur scolarité au collège Marcel-Pagnol, construit au début des années 1970, qui accueille en 2019-2020 335 élèves et qui est en rénovation en 2020-2021,.
Pour les tout petits, l'intercommunalité a mis en place en 2018 un espace multi-accueil, la Grenouille Verte, qui accueille des enfants de deux mois et demis à trois ans.

### Culture
La commune dispose notamment dune médiathèque et d'une école de musique intercommunale.

### Sports
A Vermand se trouvent notamment une école de football, un judo-club, un club cycliste et un centre équestre.
Un city-stade a été aménagé en 2019 près de la structure petite enfance La Grenouille Verte et de la salle des fêtes municipale.

## Économie
Un  marché fermier organisé par la communauté de communes du Pays du Vermandois se tient à Vermand une fois par mois, le vendredi après-midi de mai à octobre,.

## Culture locale et patrimoine

### Lieux et monuments

#### Site néolithique
Site archéologique, Groupe de Villeneuve-Saint-Germain, Néolithique ancien.
Atelier de taille de bifaces acheuléens ;

#### Camp romain
Camp romain classé monument historique en 1840, Oppidum des Viromanduens, propriété de la commune : enceinte de type éperon barré, protégée par une levée de terre datant de l'âge du fer réoccupé pendant l'Empire romain (visitable).

#### Autres sites gallo-romains
- Ville romaine, ateliers de potiers ;
- Ancienne voie romaine dite chaussée Brunehaut ;
- Quartier culturel de Marteville : plusieurs temples et nombreux bâtiments ;
- Plusieurs cimetières du Bas-Empire (plus de 800 tombes fouillées), avec riche sépulture d'un chef d'auxiliaires germaniques  (fin IVe - début Ve siècle).

#### Musée du Vermandois
Le Musée du Vermandois dans l'ancien moulin dont les origines remontent au XIIe siècle. Collections :
- collections de minéralogie, de paléontologie et de préhistoire ;
- collection archéologique avec les objets mis au jour dans une nécropole datant de la fin du IVe siècle sur le territoire de Marteville et de Vermand ;
- collection d'art religieux : avec des habits sacerdotaux, des objets de culte et de piété : baptême, communion solennelle, autel...
- collection d'uniformes de soldats, officiers et civils, de 1870 à nos jours ;
- reconstitution de métiers d'antan : ateliers du maréchal-ferrant, du menuisier, du forgeron...

#### Église Sainte-Marguerite
Église Sainte-Marguerite, reconstruite après la Première Guerre mondiale. Elle contient des fonts baptismaux du XIIe siècle ainsi que des  vitraux de Paul Charavel,.

#### Autres monuments religieux
- Chapelle des Saints-Cœurs-de-Jésus-et-de-Marie à Villecholles.
- Chapelle Saint-Blaise, qui datait au moins du XVIIe siècle et a été détruite pendant la Première Guerre mondiale. Elle a été reconstruite  à l'identique par les soins de madame Saudry-Trocmé, et fut bénie  en 1928[69].
- Croix de chemin.
- Le petit monastère des sœurs clarisses, qui accueille en 2020 six sœurs[70].

#### Monuments aux morts et cimetières militaires
- Monument aux morts de 1870.
- Monument aux morts de 1914-1918 et 1939-1945.
- Monument des guerres d'Algérie 1952-1962.
- Petit carré militaire français au cimetière communal.
- Vermand Communal Cemetery, le carré militaire britannique entretenu par la Commonwealth War Graves Commission, avec les tombes de plus de quarante soldats britanniques.

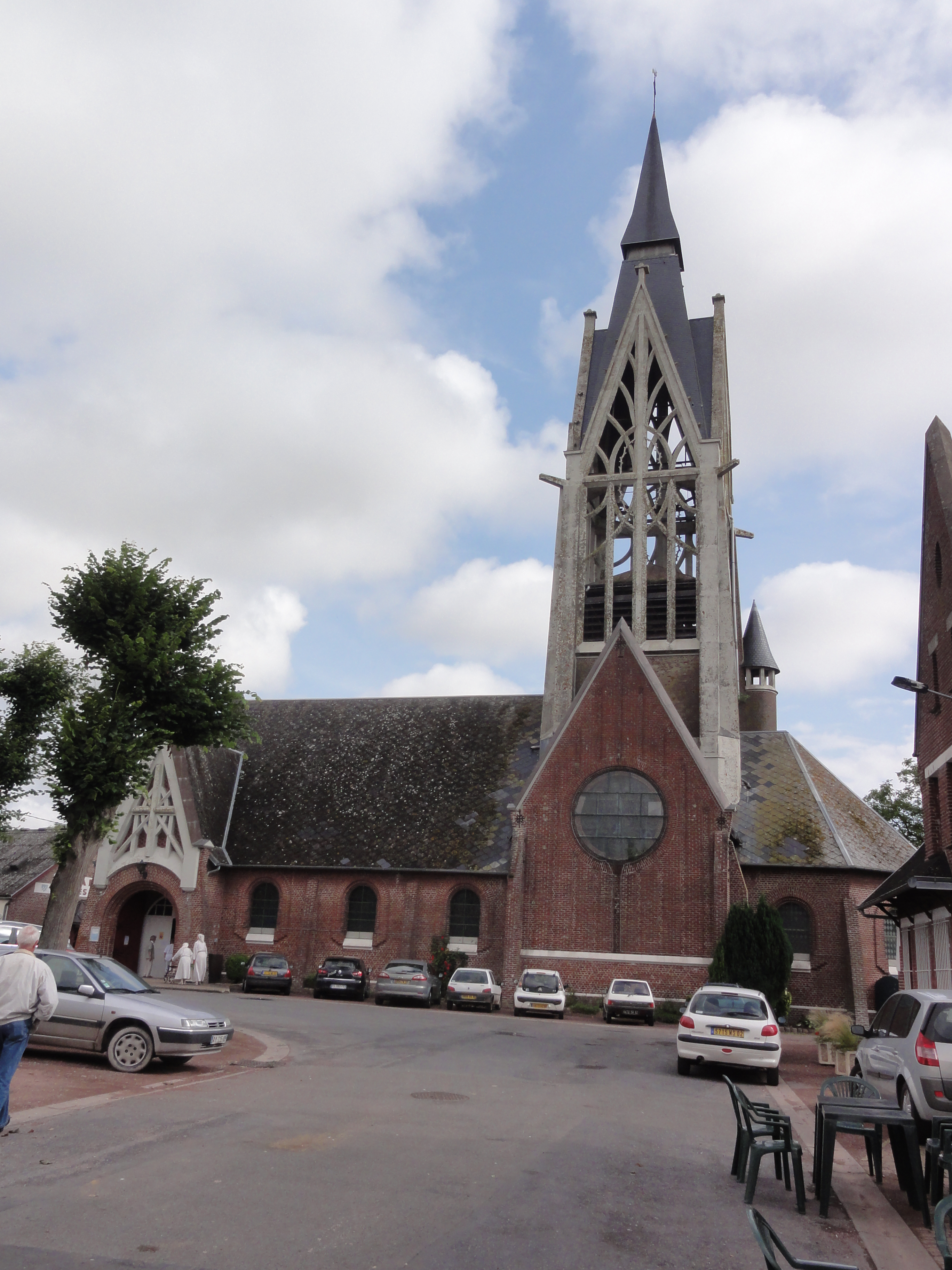
L'église Sainte-Marguerite borde la place centrale.
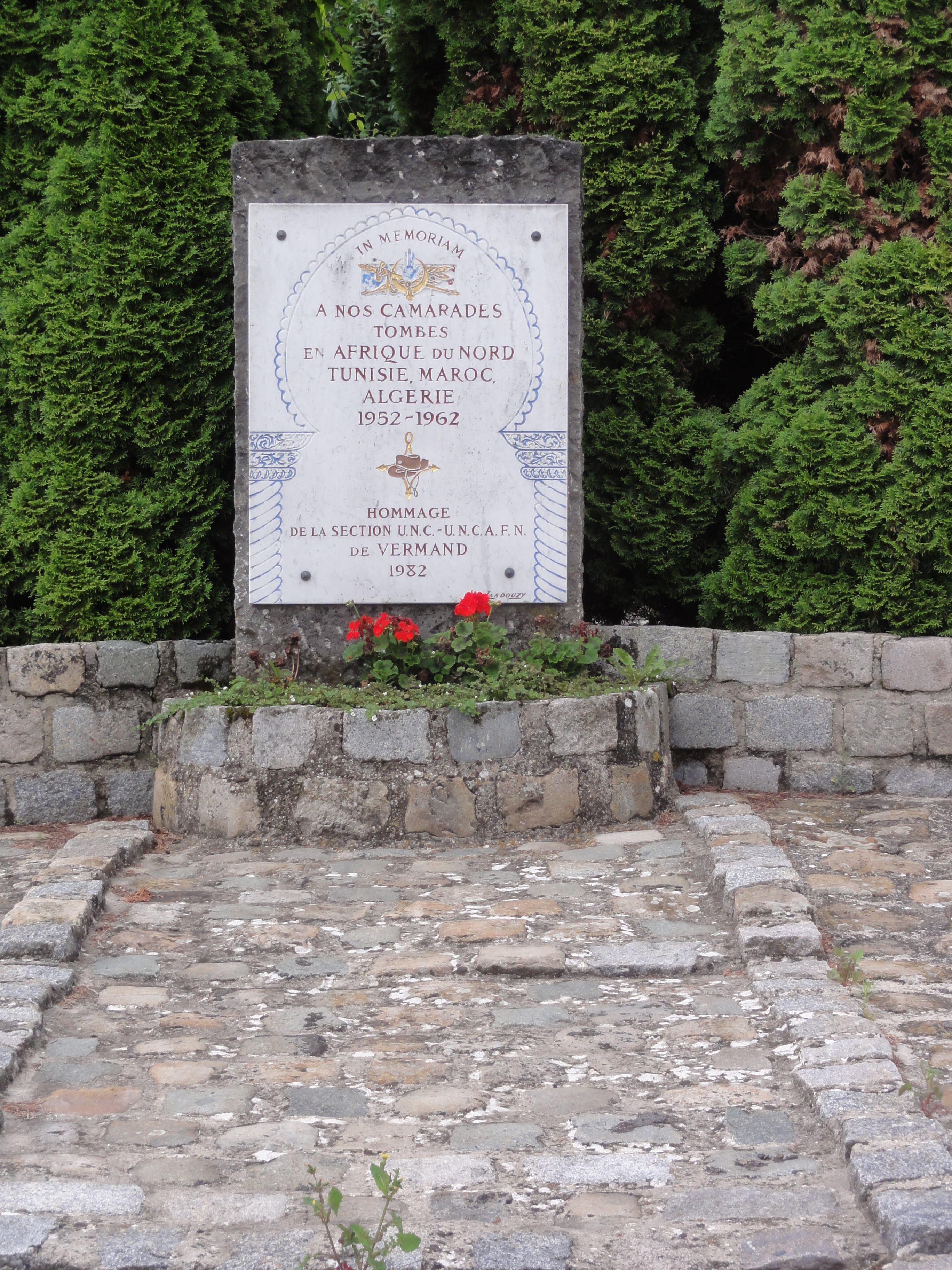
Monument des guerres d'Afrique du Nord 1952-1962.
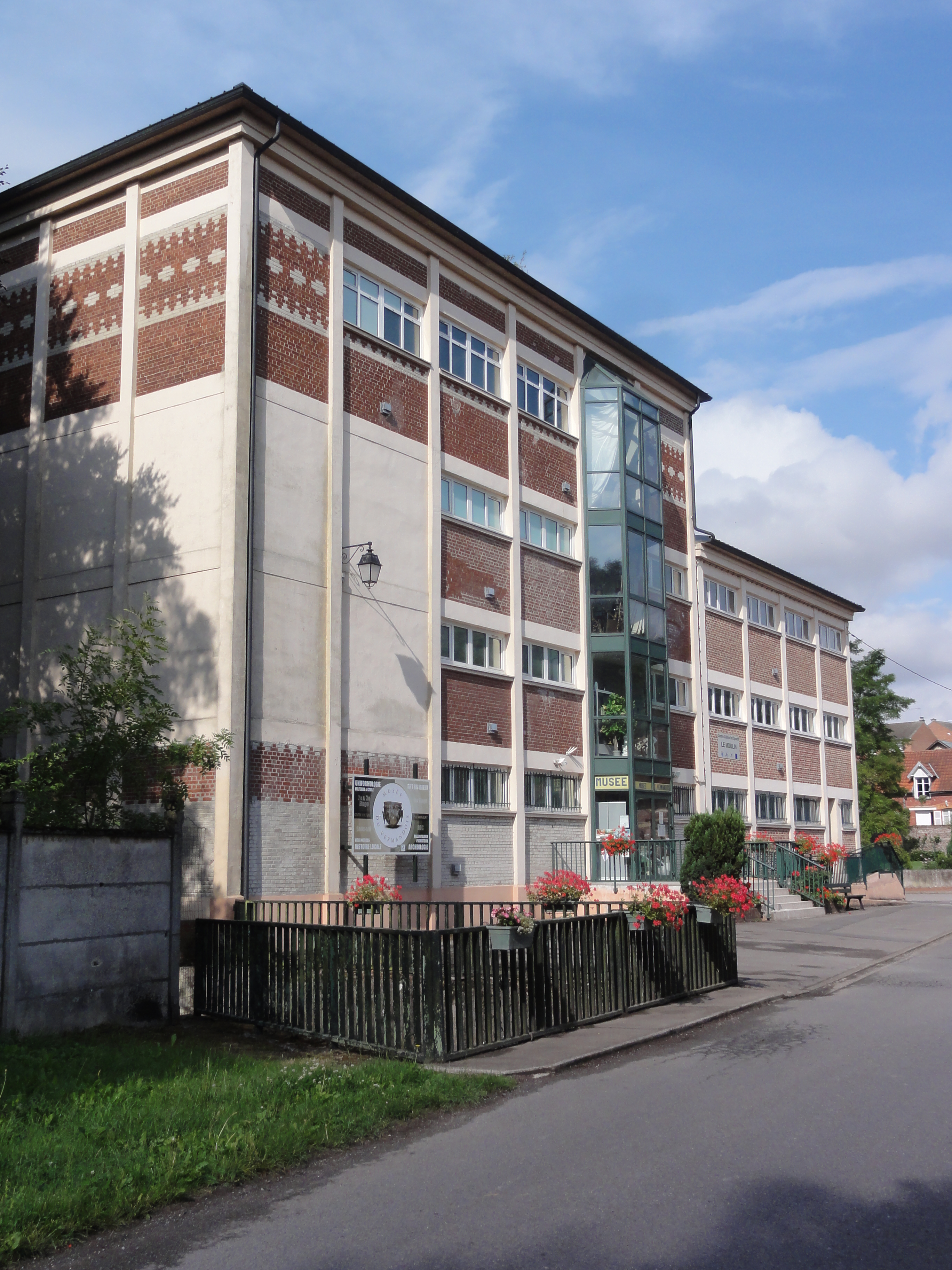
Moulin - Musée du Vermandois.
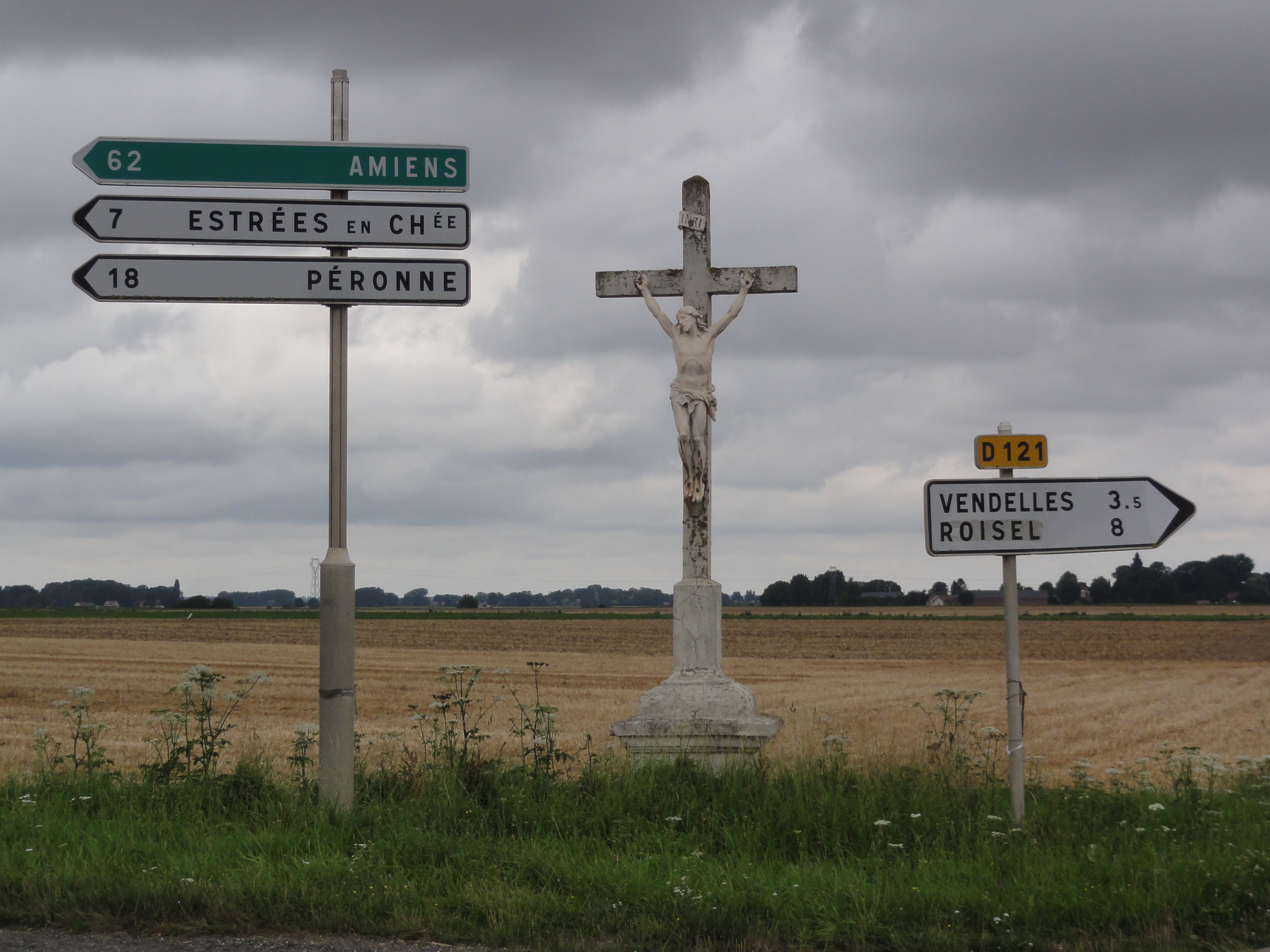
Calvaire, D 121.
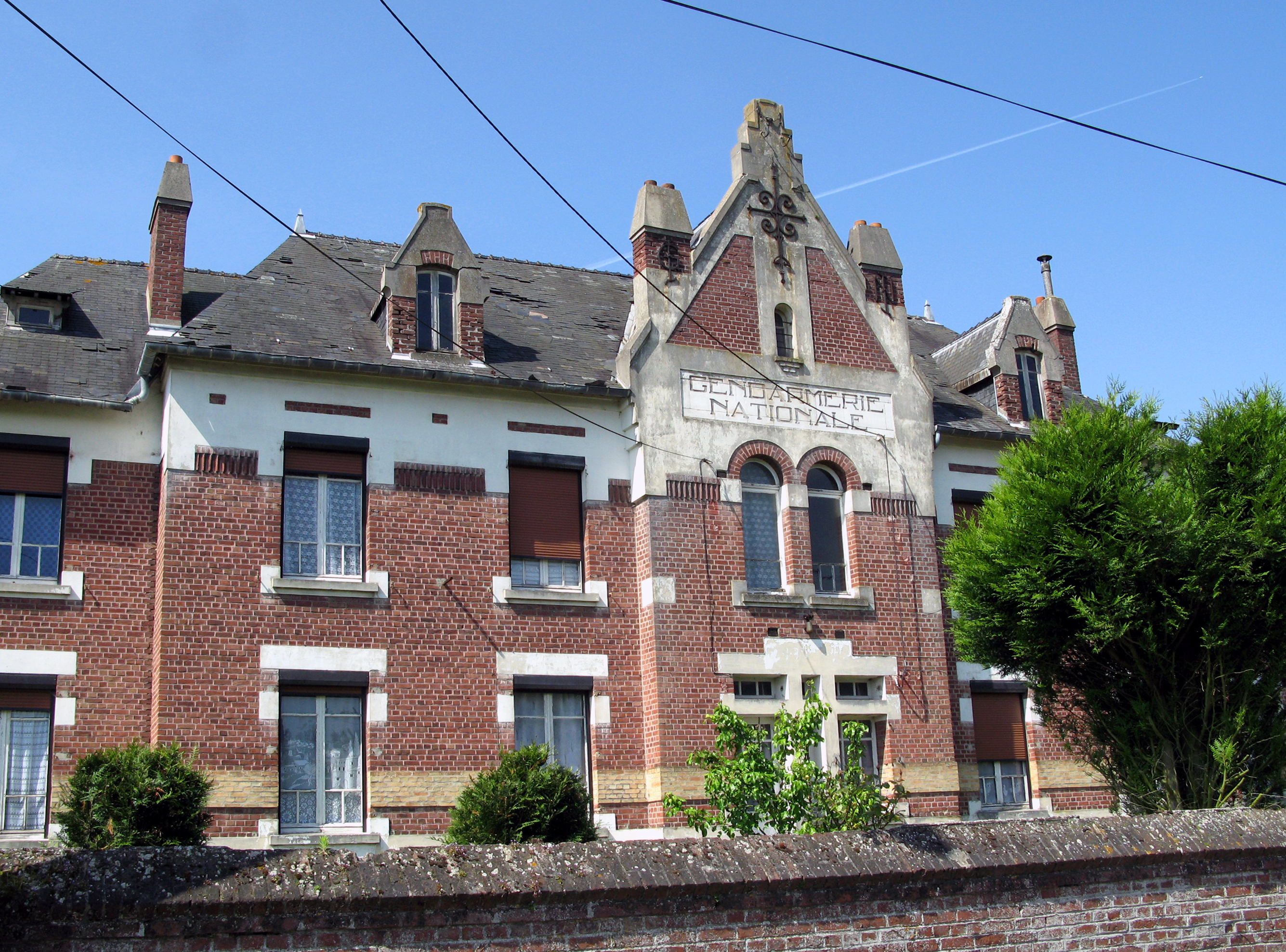
L'ancienne gendarmerie.
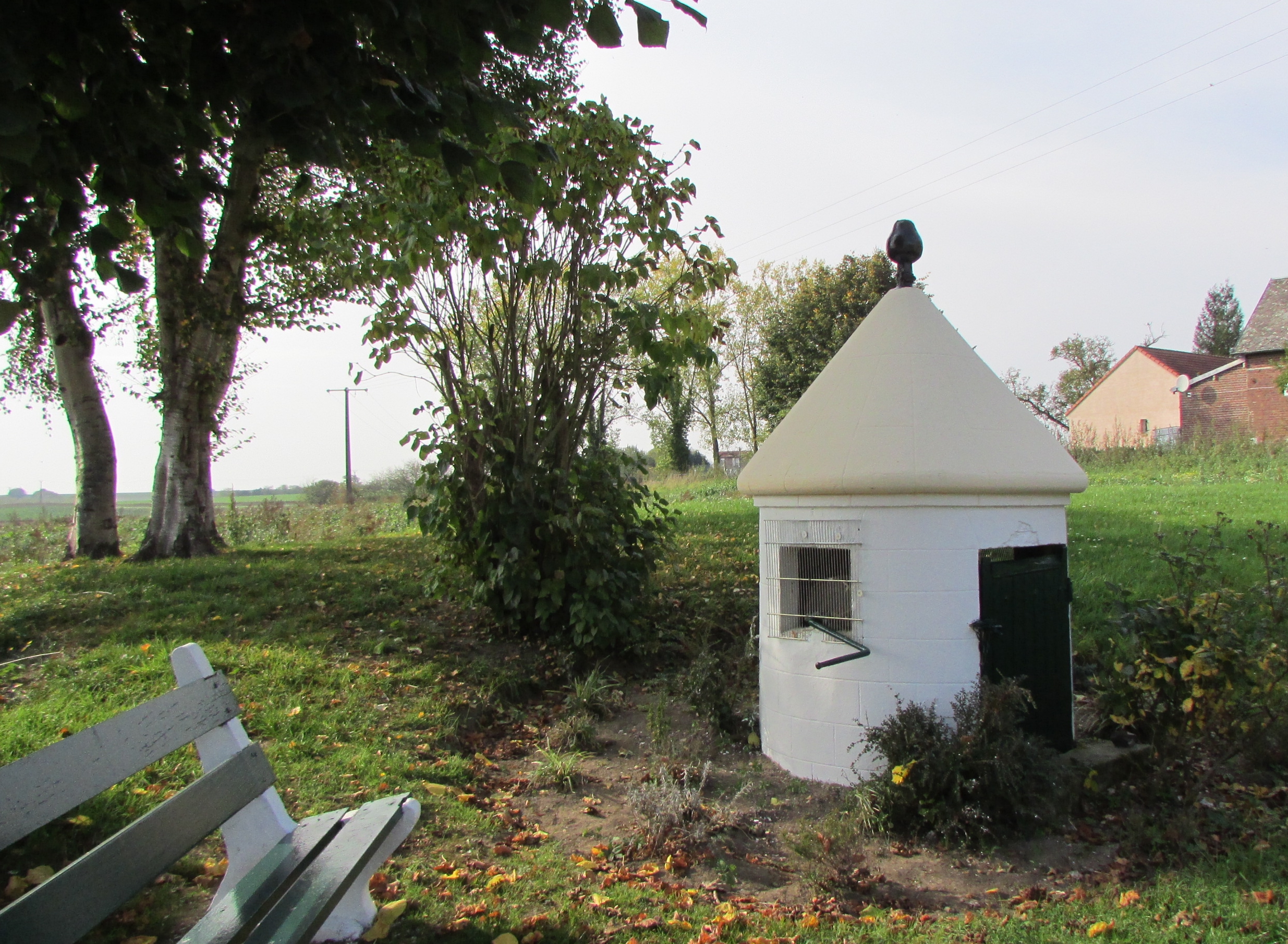
Ancien puits public à Bihécourt.

### Personnalités liées à la commune
- Eugène Rigaut, homme politique né le 13 décembre 1835 à Vermand (Aisne) et décédé le 1er juillet 1901 à Paris.

### Héraldique
| Blason de Vermand | Blason  | Échiqueté d'or et d'azur ; au chef d'azur chargé de trois fleurs de lys d'or. Ornements extérieursCroix de guerre 1914-1918 Devise / CriCivitas viromandis |
| Blason de Vermand | Détails | Armes des comtes de Vermandois auxquelles fut ajouté, après la bataille de Bouvines et l'annexion du Vermandois au domaine royal en 1215, un chef de France ancien (semé de lys) qui devint en 1376 un chef de France moderne, qui est la forme actuelle. Adopté par la municipalité. |